# Naprendszer

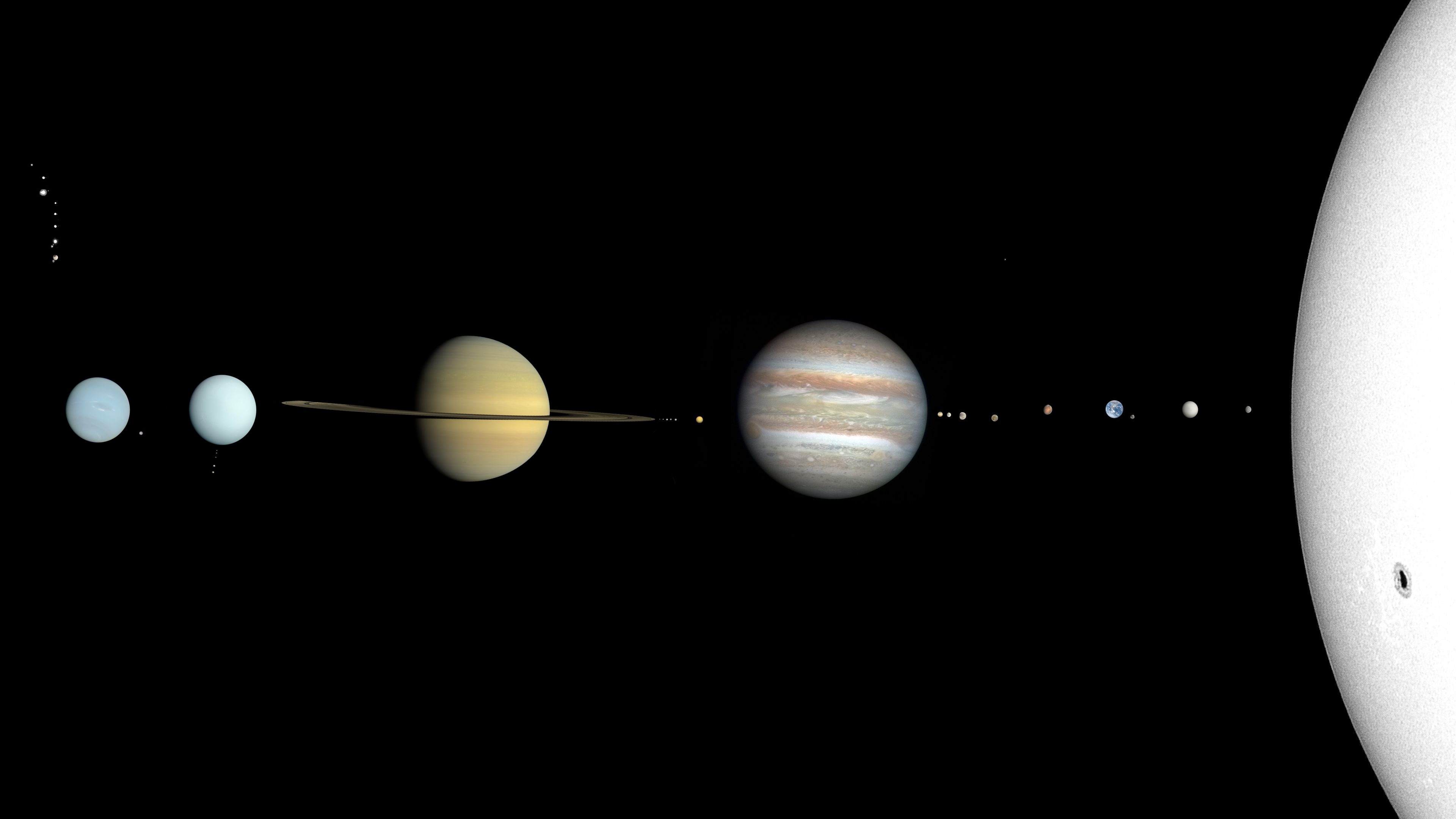
A Naprendszer fontosabb égitestjei
(nem távolságarányosan)

A Naprendszer a Nap gravitációja által egyben tartott bolygórendszer, része a Tejútrendszer milliárd csillagrendszerének, amely galaxisunk Orion spirálkarjának nagyjából a felénél, a galaxis közepe és pereme között is hozzávetőleg félúton helyezkedik el. A Naprendszer határa a Naptól számított 8-10 billió km (kb. 1 fényév). A tudósok csak a 20. században jöttek rá, hogy a Naprendszernek nem a Kuiper-övnél van vége, hanem az Oort-felhőnél.
A csillagászatban csillagrendszer alatt olyan rendszert értünk, amelyben sok csillag található, amik egymással gravitációs kölcsönhatásban vannak.
Bolygónknak, a Földnek otthont adó Naprendszerünk középpontjában a Nap található. Csillagunk gravitációs térrészén belüli objektumok és kölcsönhatások összessége jelenti a Naprendszert. Központi csillagunk hozzávetőleg 4,6 milliárd évvel ezelőtt alakult ki egy hatalmas gázfelhő gravitációs összehúzódása nyomán. Nem sokkal később, már 4,567 milliárd évvel ezelőtt a csillagkeletkezésnél visszamaradt, a Nap egyenlítői síkjában lapos korongba rendeződött anyagból, a protoplanetáris korongból kialakultak az első kisbolygók, majd bolygók. A belső Naprendszerben négy kőzetbolygó (a Merkúr, a Vénusz, a Föld és a Mars), a külső Naprendszerben négy óriásbolygó (a Jupiter, a Szaturnusz, az Uránusz és a Neptunusz) és az öt törpebolygó (Ceres, Pluto, Haumea, Makemake, Eris) alakult ki. A kőzetbolygók kérge szilikátos, a gázbolygók viszonylag kis szilárd magját hatalmas hidrogén–hélium légkör veszi körül, a törpebolygók összetétele jeges kőzet.
A Naprendszerben a bolygókon kívül számos kisebb égitest is található. A legnagyobb számú égitest-populáció a két különálló övezetbe rendeződött aszteroidák családja. A belső aszteroidaöv a Mars és a Jupiter között, a külső, ún. Kuiper-öv pedig a Neptunusz pályáján túl helyezkedik el ellipszis alakban keringve a Nap mint gyújtópont körül. Ezekben az övekben található öt olyan objektum, amelyek egy 2006-ban bevezetett égitesttípus ma ismert első tagjai, a törpebolygók. Hat bolygónak és három törpebolygónak természetes kísérői is vannak, ezeket holdaknak nevezzük. A holdakon kívül az óriásbolygók körül gyűrűk, gyűrűrendszerek keringenek.
A rendszerben vannak szabadon keringő testek is, ezek az üstökösök, a kentaurok és a mindenütt jelenlévő bolygóközi por. Ezek zömének keringése merőben eltér a többi testétől: vagy elnyújtott ellipszispályákon, vagy az ekliptikáétól eltérő síkban mozognak.
A Naprendszert teljesen betölti a napszél, a csillagunkból kiinduló folyamatos részecskeáramlás, amely kölcsönhatásba lép az égitestekkel, létrehozva az űridőjárást. A napszél egyben ki is jelöli a Naprendszer határait: hatása a heliopauzáig tart, ahol más csillagok szeleinek sugárnyomása kiegyenlíti a napszél sugárnyomását. Ezt a határt tekintjük a Naprendszer határának, bár a rendszer gravitációs határa messzebbre tehető, hisz még a hozzávetőleg egy fényév távolságig terjedő Oort-felhő is ezen a határon belül van.

## A Naprendszer keletkezése és története

### A Nap keletkezése, fejlődése

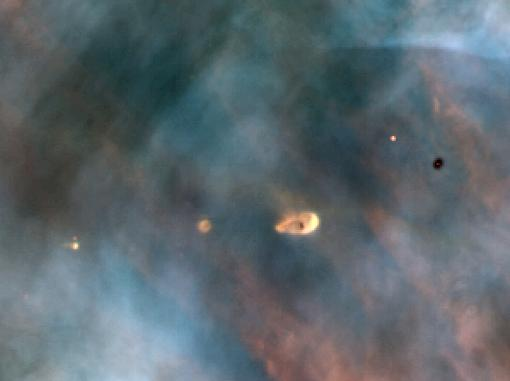
Keletkező naprendszerek az Orion-ködben. A mi Napunk is így született

A Nap 4,6 milliárd évvel ezelőtt (az Univerzum ma ismert korának kétharmadánál) született, harmadik generációs csillag. Sajnos megfigyeléseken alapuló, kísérletileg bizonyított keletkezési modellel még nem rendelkezik a csillagászat – bár a Barnard 335 csillag megfigyelésével a bizonyíték megszerzésének küszöbére érkezett–, így csak elméletek állnak rendelkezésre. A ma legelfogadottabbnak tekintett keletkezési modell szerint Napunk születési helye egy molekulafelhő volt, egy gázzal és kozmikus porral teli, instabil térség, amelyben valamilyen okból – a legvalószínűbb forgatókönyv szerint egy közeli szupernóva robbanásának hatására – felborult az egyensúly, és egy Naprendszer méretű anyagcsomó a saját tömegétől összeomlott; az anyag elkezdett összehúzódni egész addig, míg létre nem jött belőle a proto-Nap. A csillagkezdemény anyaga még tovább sűrűsödött, majd néhány millió év alatt beindult a belsejében a magfúzió és megszületett a Nap. A beinduló magfúzió hatására a napszél is elkezdte áramlását és kifújta a maradék gázt a Nap környezetéből.

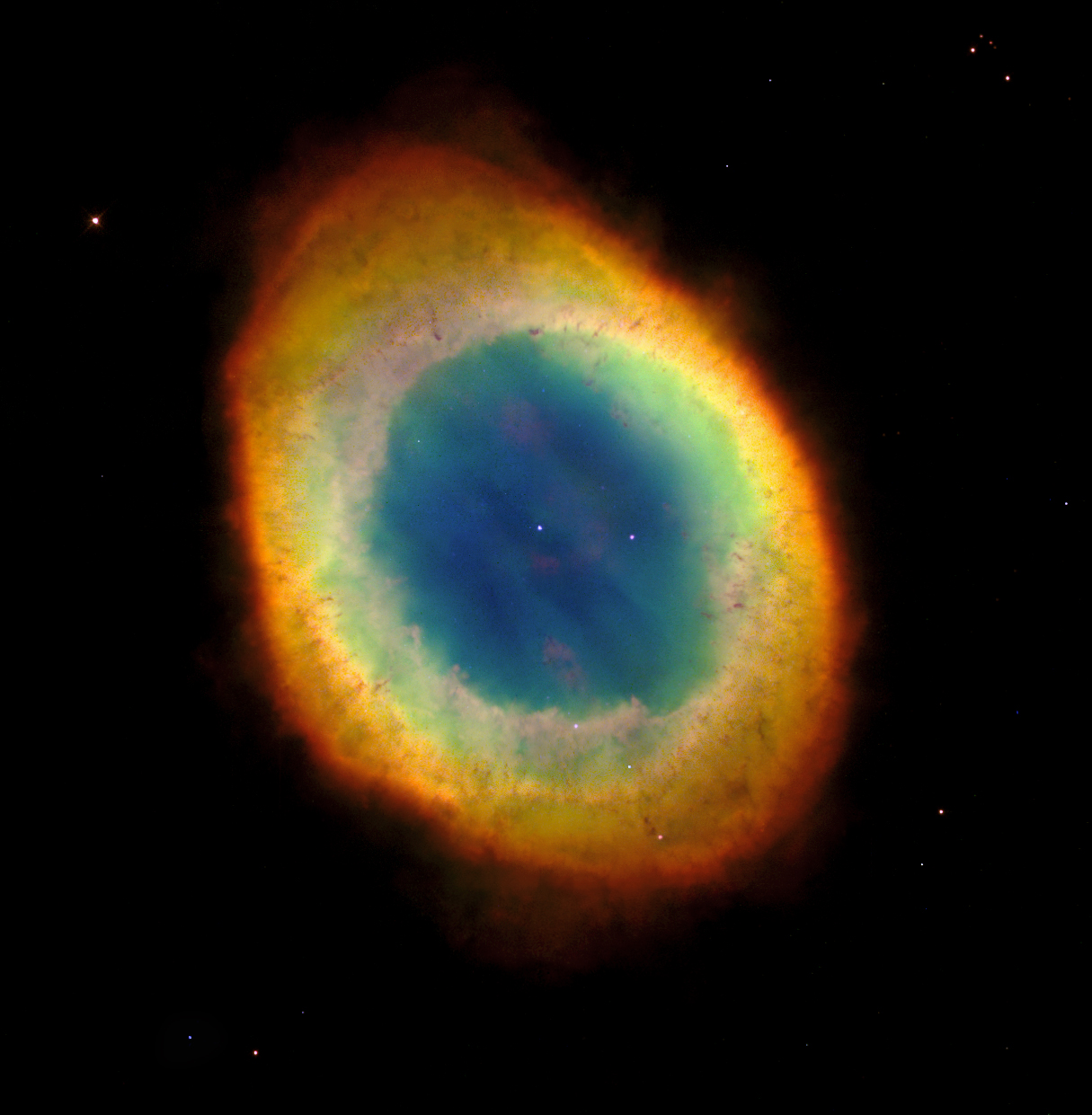
Egy planetáris köd, egy Naphoz hasonló csillag életének végstádiuma. Napunk 5 milliárd évvel későbbi állapota

Kezdetben csillagunk gyorsan forgott a saját tengelye körül, mivel a molekulafelhő teljes perdülete benne maradt fenn, később azonban lassult a forgás, nagyobbrészt a kialakuló bolygórendszernek átadott impulzusmomentum, kisebb részt a napszél folyamatos, szintén „impulzusmomentum-elszívó” hatása miatt. A Nap sugárzása is fejlődést mutat, születésekor a mainak mintegy 70%-a volt a kibocsátott sugárzás mértéke, amely milliárd éves időskálán folyamatosan növekszik, amíg csillagunk ún. fősorozati csillag marad. A Nap az életpályája során a legtöbb időt a fősorozatban tölti el, ez csillagunk életpályájának aktív részét jelenti, amíg a hidrogénkészletét a magfúziós folyamatok héliummá alakítják, modellszámítások szerint ennek a szakasznak a felénél tartunk napjainkban. Az elkövetkező 1 milliárd évben a Nap fényessége és külső hőmérséklete tovább növekszik.
A Nap nagyjából 10 milliárd éves koráig marad a fősorozatban, ekkor kifogy a hidrogénkészlete és átmegy a vörös óriás fázisba. Ebben a fázisban beindul a héliumfúzió – a hélium szénné alakulása –, ami megtízszerezi a mag hőmérsékletét, ezzel a sugárnyomást is, így a gravitáció és a belső nyomás egyensúlya felborul az utóbbi javára, ez felfújja a csillagot (modellszámítások szerint a Föld mai pályáján, 1 csillagászati egységen túlra), miközben a felszíni hőmérséklete lecsökken. A felfúvódás során tömegének egy jelentős részét – számítások szerint 30%-át – is elveszti.
A héliumégető fázis az egész élettartam ezredrészét teheti ki, néhány tízmillió évig tart. Mikor a héliumkészlet szénné (és oxigénné) alakul, a Nap ledobja külső héját, amely egy tág burkot alkot majd a megmaradt mag körül – egy távoli megfigyelő számára planetáris ködöt alkotva. A visszamaradt mag fehér törpeként él tovább. Fehér törpe állapotban a Nap rendkívül kicsivé fog összehúzódni (nagyjából Föld méretűvé) és fényessé válik, belső energiatermelő folyamat azonban nem zajlik benne majd tovább. Csillagunk a benne akkumulálódott hőt fogja kisugározni és nagyon lassan kihűl. A Nap életpályájának a fősorozatban töltött idejéhez mérhetően hosszú, de jelenlegi ismereteink szerint még nehezen meghatározható fázisába lép ekkor, a csillag lehűlése egészen a fekete törpe állapotig tart majd. Ez a folyamat hosszabb lehet a világegyetem eddig eltelt életkoránál (a legidősebb fehér törpék még mindig a hűlési fázisnál tartanak, a fekete törpe állapot ma még csak elméleti modellekben létezik, megfigyelni még nem sikerült, így összességében a Nap életpályája a fekete törpévé válásig, csillagunk „haláláig” elérheti a 25–30 milliárd évet.

### A bolygók, kisbolygók keletkezése, fejlődése
A bolygókeletkezés folyamata ma még nem teljesen tisztázott, csak modellszámítások léteznek rá. Tudományos igényű (nem az isteni teremtést alapul vevő) keletkezési elméletek a XVII-XVIII. században kezdtek megjelenni. Elsőként Descartes dolgozott ki keletkezésmodellt, az első széles körben elfogadott elmélet pedig Kant és Laplace egymástól függetlenül kidolgozott elmélete volt, amely szerint az alaktalan ősköd sűrűsödéséből született Nap egyenlítői síkjában a csillag keletkezésekor leváló (a Szaturnusz mai gyűrűihez hasonló) gyűrűkből alakultak ki a bolygók. (Az elmélet azonban nem tette volna lehetővé óriásbolygók születését, ahogy kisebb planetezimálokét sem, és nem adott magyarázatot az impulzusmomentum egyenetlen eloszlására sem). Egy másik, Thomas Chrowder Chamberlin által kidolgozott elmélet szerint egy Nap mellett elhaladó másik csillag gravitációs hatása szakított le a Napról anyagot, amelyből a bolygórendszer kialakulhatott. (Ennek az elméletnek is számos hibája volt, mint például az, hogy a leszakadt anyag inkább szétszóródott volna, mintsem objektumokká állt volna össze.) A Smidt-elmélet szerint a Nap egy csillagközi anyagfelhőn áthaladva rántott magával anyagot, amelyből a bolygók összeállhattak (igaz ennek a forgatókönyvnek gyakorlatilag nulla az esélye).
A legvalószínűbb – a tudományos közösség által napjainkban leginkább elfogadott, ám kísérletileg a Nap keletkezésmodelljéhez hasonlóan szintén nem bizonyított – keletkezéstörténeti forgatókönyv szerint a bolygók kialakulása közvetlenül a Nap születése után, a csillag körül kialakult protoplanetáris korongból indult el. A keringő anyag belső súrlódása miatt már a protocsillag állapot végén megkezdődött egy akkréciós korong kialakulása a gyorsan forgó csillag egyenlítői síkjában, a csillagkeletkezés során visszamaradt gáz- és poranyagból. Először a gázbolygók alakultak ki a Nap sugárzása által a rendszer külső részébe fújt gázból, nagyjából 2–3 millió év alatt. A Naprendszer belső vidékein a gáz kifelé távozása miatt csak por maradt. A füstszemcsékhez hasonló méretű porszemcsék összetapadásával csomósodások jöttek létre az akkréciós korongban, a csomók hógolyó-effektusszerűen növekedtek és bolygócsírákká alakultak. A bolygócsírák folyamatos ütközések részesei voltak, amelyekben egymáshoz tapadtak, és egyesek egyre nagyobbá nőttek a kisebb sebességű ütközések során. A kezdeti időkben több száz 100–1000 kilométeres planetezimál jött létre, amelyek folyamatos ütközései alakították ki a ma ismert bolygókat, a bolygók tisztára söpörték a pályájuk mentén az űrt. Az ütközések energiája megolvasztotta a kialakuló bolygókat, amelyeken belül megindult a radioaktív fűtés is, ezzel még tovább emelve a testek hőmérsékletét, az így teljesen olvadt anyag gömb alakba rendeződhetett a gravitáció által. A kőzetbolygók keletkezése egy nagyságrenddel több idő alatt ment végbe, mint a gázbolygóké, néhány tízmillió évet véve igénybe. A folyamat végén a magmaóceán teteje (a bolygók kérge) lehűlt, majd megszilárdult. Ezt követően már csak a nagyobb becsapódások okozta kataklizmák és a kisebbek miatti erózió zajlott. Az egymással keringési rezonanciában levő bolygók túlélték az ütközéseket, mások előbb-utóbb megsemmisültek, beolvadtak valamelyik másik égitestbe. A belső Naprendszerben két hullámban söpört végig az ütközések sorozata: a korai intenzív bombázás és a késői nagy bombázás során. A korai bombázás 3,95 milliárd évvel ezelőttig tartó folyamat volt, gyakorlatilag az ismert bolygók pályájának tisztára söprési folyamata lehetett, amely egyre csökkenő sűrűségű becsapódásban nyilvánult meg. A késői bombázás pedig a 3,95–3,85 milliárd év közötti időszakban újra felerősödött – vélhetően a külső gázbolygók perturbációs hatásai miatt a rendszer belseje felé küldött aszteroidák okozta – becsapódási hullám volt, ami egyben le is zárta a bolygókeletkezés folyamatát, ettől kezdve nagymértékben csökkentek a nagy kozmikus karambolok a belső Naprendszerben. A gázbolygók között nem ismert ilyen bombázási hullám, ám a rengeteg befogott holdjuk – mind megannyi aszteroida – arra utal, hogy ebben a térségben is számos ütközés történhetett.
A bolygók fejlődése ezután különböző utakon haladt tovább. A legbelső bolygót például felperzselte a Nap, a napszél erodálta a felszínét és ha volt egyáltalán, akkor elragadta a légkörét. Egyes feltételezések szerint a felszín nagy részét magával ragadta egy planetezimállal történt ütközés, ennek bizonyítéka a többi bolygóhoz aránytalanul nagy vasmag, amelyhez korábban vélhetően nagyobb térfogatú bolygótest tartozott. A második bolygón a nagy vulkáni aktivitás miatt a légkörbe került gázok fékezhetetlen üvegházhatást indítottak be és ma rendkívül magas nyomás és hőmérséklet jellemzi a vulkánosság szempontjából inaktív bolygót. A harmadik bolygón hatalmas kiterjedésű vízóceánok alakultak ki és egy óriási becsapódás nyomán a testéből kiszakadt és önálló égitestté állt össze egy óriási hold. Emellett kialakult rajta az élet, egyedüliként a Naprendszerben. A negyedik bolygó elvesztette légkörét és vízkészletének jelentős részét. Az ötödik bolygó össze sem állt bolygóvá, mivel a hozzá legközelebb eső óriásbolygó gravitációs zavaró hatása nem engedte a planetezimálok bolygóvá összeállását, így egy kisebb-nagyobb testekből álló, több ezer tagot számláló övezet maradt a helyén. Az "igazi" ötödik bolygó a Naprendszer legnagyobb tagjává vált, hatalmas hidrogén- és héliumlégkört gyűjtött magába és gravitációs hatásával mintegy pajzsot von a rendszer belső részei elé, eltérítve, vagy befogva a befelé tartó üstökösmagokat, aszteroidákat. Gravitációja a legnagyobb számú holdat keringeti, köztük a Naprendszer legnagyobb holdjaival. A hatodik bolygó ugyancsak gázokból hatalmasra hízott óriás, amely egy holdját az árapály erőkkel darabokra tördelve látványos gyűrűrendszerrel övezi magát. A hetedik bolygó a hidrogén és hélium mellé metánt is gyűjtött óriási légkörébe, és ennek is gyűrűk keringenek az egyenlítői síkjában, ráadásul egy kozmikus ütközés „az oldalára fordította”. A legkülső gázbolygó szintén metántartalmú légkörében hatalmas szelek fújnak.
A bolygókon kívül más égitestek is kialakultak az akkréciós korongból, a kisbolygók. Ezeknek az égitesteknek a fejlődéstörténete kissé eltér a bolygókétól, egész pontosan a fejlődésük leállt egy bizonyos ponton. A Naprendszerben két különböző aszteroidamező kering, az egyik a Mars és a Jupiter között, a másik a Neptunuszon túl, a Kuiper-övben. Korábban azt feltételezték, hogy a Mars és a Jupiter közötti fő aszteroida-övben keringő kozmikus törmelék egy korábbi bolygó felrobbanásából származik, azonban a modern számítások szerint ehhez kevés az ott található anyag tömege (Holdunk tömegének 4%-a, vagy más összehasonlításban Földünk tömegének alig fél ezreléke). A legújabb kutatások inkább azt állapították meg, hogy a Jupiter perturbációs hatása nem hagyta a bolygócsírák összeállását bolygótestté.
Valószínűleg ugyanez játszódott le a Kuiper-öv aszteroidái esetében, csak ott a Neptunusz okozhatta az összeállást gátló gravitációs zavarást.
A bolygók és kisbolygók jövője nagyban függ a Nap működésének változásaitól. A legáltalánosabb nézet szerint csillagunk fősorozati léte végén akkorára fújódik, hogy a Földet is bekebelezi. Egyes modellszámítások szerint a Föld pályája addigra kijjebb kerül, ám a jelenlegi körülmények mindenképpen gyökeresen megváltoznak a felszínén. A Merkúr és a Vénusz mindenképpen megsemmisül. A külső bolygók elvileg kívül maradnak a Nap felfúvódásának határán, ám a vörös óriás fázis végén, amikor a Nap ledobja külső gázburkát, a leszakadó gázburok tágulása magával sodorhatja a tömegük legnagyobb részét kitevő légkörüket. A kisbolygók pályája is megváltozik csillagunk tömegvesztése miatt, és vélhetően valamelyik bolygóval vagy a Nappal ütköznek. Végül, amikor a Nap fehér törpeként létezik tovább az univerzumban, a megmaradt bolygóroncsok tovább keringenek a csillagtetem körül.

## A Naprendszer megismerésének története
A Naprendszer megismerésének története nagyjából három fő korszakra osztható fel, amelyeket két technikai vívmány választ el egymástól: a távcső feltalálása és az űrrepülések kezdete.

### A távcső előtti idők

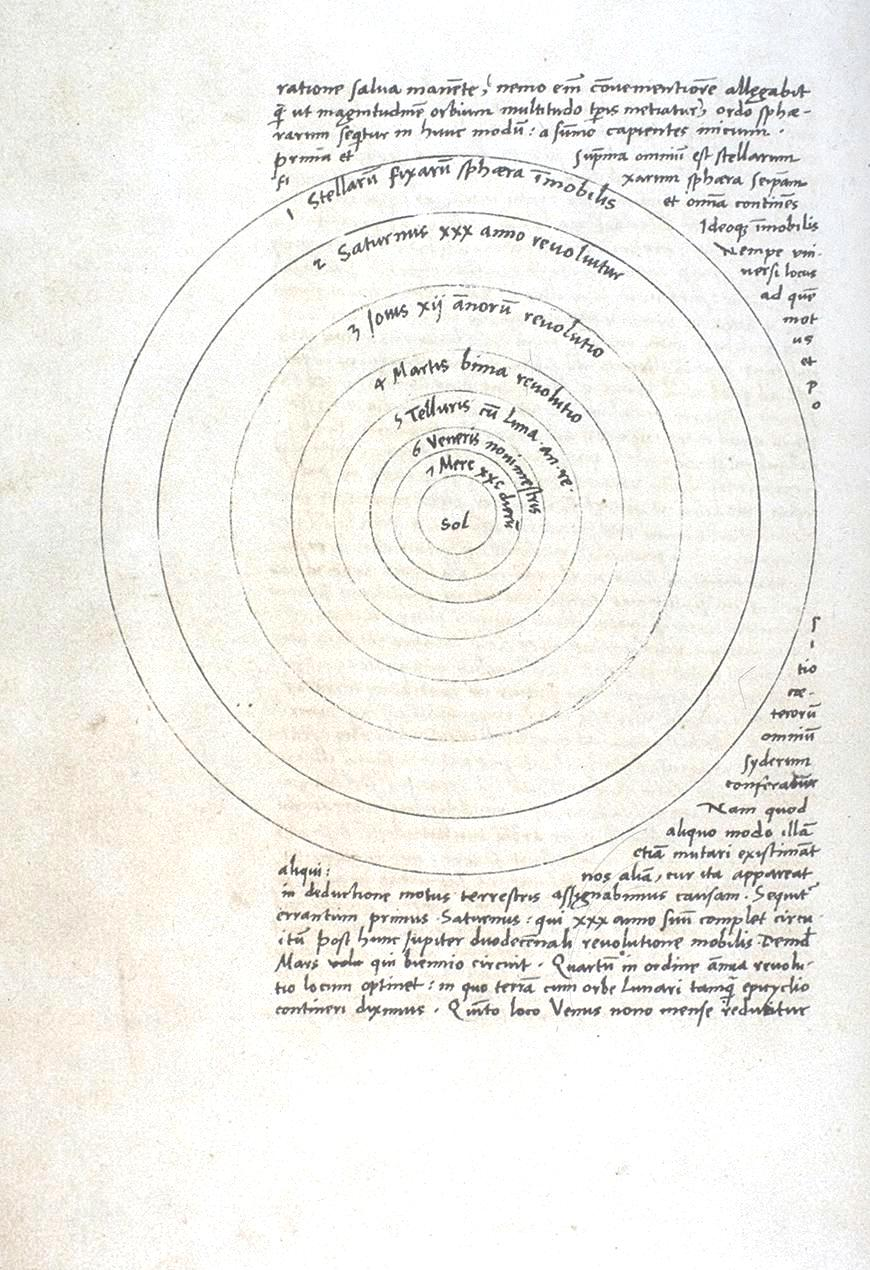
A heliocentrikus világkép alapműve, a Kopernikusz által írt De Revolutionibus egyik oldala

A csillagászati megfigyeléseknek időben nincs kezdőpontjuk, már az őskor sámánjai is megfigyelték az eget. Ezek a megfigyelések azonban kizárólag szabad szemes megfigyelések voltak. A csillagászat forradalma az ókori kultúrák idejére esik – bár ez nyilvánvalóan csak sok évezredes tapasztalat egyszerre történő megjelenése az írásos rögzítés jóvoltából –, már ekkor tudták, hogy bizonyos égitestek elmozdulnak a csillagokhoz képest. Ezeket az objektumokat bolygóknak nevezték el, amelyek az európai kultúrkörben római istenségek után kaptak nevet: a Jupiter az istenek királyáról, a Mars a hadistenről, a Merkúr az istenek hírvivőjéről, a Vénusz a szépség és szerelem istennőjéről, a Szaturnusz az idő istenéről. A korai megfigyelők ismerték a hosszú csóvát húzó üstökösöket és a hullócsillagnak nevezett meteorokat is. A csillagászati megfigyelések fő mozgatórugója a gazdaság volt. A mezőgazdaság részéről pontos csillagászati időjelzésre (az évszakok beköszöntésének, áradások eljöttének ismeretére), a kereskedő hajósok részéről pedig pontos csillagászati helymeghatározásra teremtődött meg az igény, ezért szisztematikussá vált az égbolt megfigyelése. Ezen megfigyelések alapján rajzolódott ki a Naprendszer kezdeti képe is, amelyben azonban az észlelési tapasztalatok alapján a geocentrikus világkép uralkodott.
Egyiptomi csillagászok mérték ki először pontosan az év hosszát, azt az időt, amely alatt az égbolt egy teljes fordulatot tesz meg a Földhöz képest. A Naprendszerre vonatkozó konkrét felfedezésekben az ókori görögök jeleskedtek. Thalész nyitotta meg a nagy csillagászati felfedezések sorát, amikor megállapította, hogy a Holdat a Nap világítja meg. Ezzel kétféle égitesttípusra osztályozta az általuk megfigyelhető objektumokat: saját fénnyel rendelkező és nem rendelkező égitestekre. Mindössze egy emberöltővel később Püthagorasz sejtette meg – igaz inkább hibás spekuláció alapján, mintsem tudományos igénnyel –, hogy a Föld, a Nap és a Hold gömbölyű. Arisztotelész a kortársai által zavaros fejűnek tartott Püthagorasz után 150 évvel ismét felvetette, hogy a három fő égitest gömbölyű, és megtoldotta azzal, hogy az őket elválasztó távolságok különbözőek. A három görög gondolkodó tehát a térbe helyezte a Naprendszert. A következő csillagászati eredmény a Föld, mint bolygó méretének megmérése volt. Eratosztenész egyiptomi utazásai során a kutak mélyére délben lesütő Nap és egy bot árnyékának összefüggéséből sikeresen számította ki a Föld kerületét. A szamoszi Arisztarkhosz a Nap távolságának mérésével kísérletezett, és azt kapta, hogy a Nap legalább 19-szer nagyobb a Földnél, ezért valószínűleg nem a Nap kering a Föld körül, hanem fordítva. Ez volt a heliocentrikus világkép első megsejtése, ám a római térhódítás miatt a görög tudományok fejlődése megállt, nézeteik elterjedése megakadt.
A Naprendszer megismerésének második nagy hulláma már a középkorra tehető, amikor a 15–16. századi nagy földrajzi felfedezések korában Európában is újra virágzásnak indult a tudomány, azon belül a csillagászat. Kopernikusz lengyel polihisztor az öt ismert bolygó mozgását tanulmányozta – amelyek Föld körüli keringését sosem sikerült pontos elméleti modellekkel alátámasztani –, és húsz évnyi megfigyeléssel, méréssel és töprengéssel rájött, hogy a bolygók keringésének központja nem a Föld, hanem a Nap. Nézeteit a De Revolutionibus Orbium Coelestium című művében tette közzé, amelyet ma a heliocentrikus világképet leíró alapműnek tekintünk. Kopernikuszt egy dán csillagász, Tycho Brahe követte, aki harmincéves szisztematikus megfigyeléssel a bolygók mozgásának legpontosabb adattárát állította össze. Brahe adatait felhasználva aztán Johannes Kepler számította ki a bolygók pályáit – közben megállapítva, hogy azok nem kör, hanem ellipszis pályán mozognak –, így hármuk munkája révén teljesült ki a Naprendszer ma ismert képe, amelyben a Nap a központi égitest és a bolygók ellipszispályán keringenek körülötte.

### A távcső korszaka

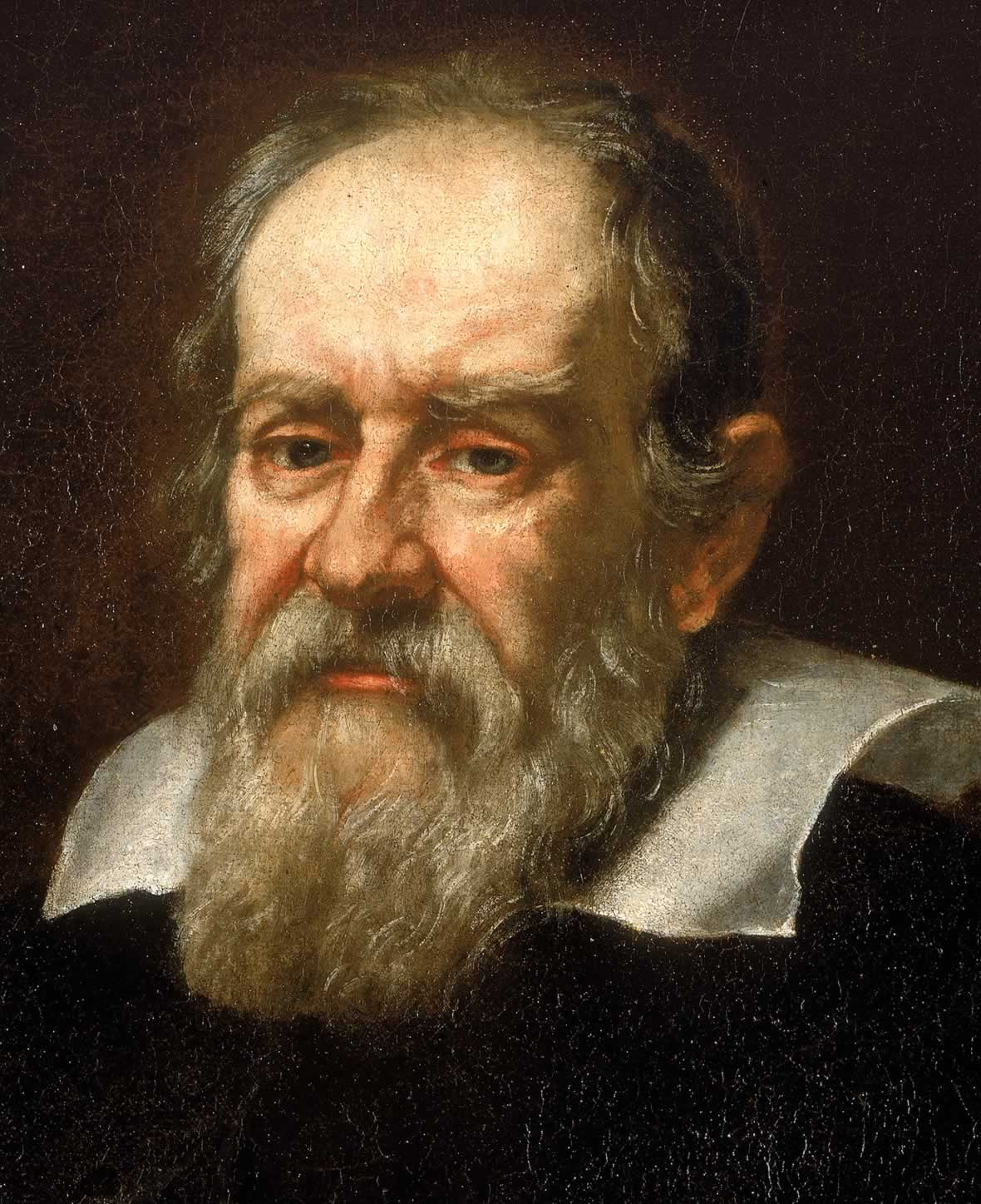
Galileo Galilei, az első modern csillagász

A csillagászat tudományának, a Naprendszer és a világegyetem megismerésének a legnagyobb lökést egy holland találmány, a távcső égbolt felé fordítása adta. Alig egy évvel a találmány bemutatása után, 1609-ben Galileo Galilei, itáliai tudós az éjszakai égbolt szisztematikus megfigyelésébe kezdett, és megfigyeléseivel erős közvetett bizonyítékokat szolgáltatott a heliocentrikus világkép mellett, lényegében igazolva annak helyességét. Megfigyelései során felfedezte a Jupiter óriásholdjait. A napokon át tartó megfigyelések során az időről időre eltűnő, majd újra előbukkanó holdakról azt a következtetést vonta le a tudós, hogy azok az anyabolygójuk körül keringenek. Ezzel először szolgáltatott bizonyítékot arra, hogy a Naprendszerben nem minden kering a Föld körül, azaz a geocentrikus világmodell hibás. Később sikerrel figyelte meg a Vénusz bolygó fényfázisait is, amelyek szintén azt bizonyították, hogy a bolygó nem a Föld, hanem az őt megvilágító Nap körül keringenek.
A Nap-Föld távolságot elfogadható pontossággal 1672-ben Giovanni Cassini számította ki elsőként. A felfedezés azért volt fontos, mert a tudósok legtöbbje akkoriban abban a hitben élt, hogy a Nap mindössze néhány millió km távolságra lehet a Földtől. Cassini bebizonyította, hogy ez a távolság jóval nagyobb, és az is fontos felismerés volt, hogy a csillagok még ennél is sokkal távolabb vannak. Mivel ismert volt, hogy a Napba nézni megvakulással járhat, ezért Cassini Kepler törvényeire támaszkodva azt a módszert választotta, hogy megméri a Föld és valamely bolygó távolságát, és ebből kiszámítja a Nap-Föld távolságot. A Mars viszonylag közel van a Földhöz, és Cassini jól ismerte a felszínét. Elhatározta, hogy meghatározza a Mars-Föld távolságot. Természetesen távcsővel ezt sem lehet megtenni közvetlenül, azt azonban igen, hogy a Föld két különböző pontjáról egy adott pillanatban megállapítják a Mars előre kiszemelt pontjának látszólagos helyzetét és ezeket összevetve és geometriai tételeket alkalmazva kiszámítható a távolság. A számítás nagyobb pontossága érdekében a Földön lévő két pontnak egymástól a lehetőleg távol, és jól ismertnek kell lennie, ezért Cassini elküldte Jean Richer francia csillagászt Cayenne-be, Francia Guyanába, ő maga pedig Párizsban maradt. 1672 egyik augusztusi éjszakáján, azonos időpontban megmérték a Mars előre kiszemelt (és Richer utazása előtt kettejük között egyeztetett) pontjának égi pozíciószögét az állócsillagokhoz viszonyítva. Amikor Richer visszatért Párizsba az eredményeivel, Cassini ki tudta számítani a Mars távolságát a Földtől. Ezzel az adattal Kepler keringési törvényét alkalmazva kiszámolta a Nap-Föld távolságot, amit 149,6 millió km-ben állapított meg. A modern tudományos mérések szerint ez az érték mindössze 0,7%-kal kisebb a mai méréseknél, ami nagyon jó eredménynek számít. Cassini kiszámította több más bolygó távolságát is, és a Szaturnusz távolságára a Naptól 2,57 milliárd km-es értéket kapott, ami elképzelhetetlenül nagynak számított akkoriban (a ma ismert átlagos érték 1,42 milliárd km).
A napközpontú világkép bizonyítása után a távcső a felfedezések legfőbb eszköze lett. A bolygók családja három taggal bővült általa. Az Uránuszt 1781-ben William Herschel találta meg, a Neptunuszt Johann Gottfried Galle pillantotta meg először 1846-ban Urbain Le Verrier számításai alapján, míg a – később a Nemzetközi Csillagászati Unió döntése alapján bolygóból törpebolygóvá visszaminősített – Plútó felfedezése (1930) Clyde Tombaugh nevéhez fűződik. A kisbolygók, sőt egyáltalán az egész kisbolygóöv is a távcsőnek köszönhetik felfedezésüket, mivel ezek az objektumok méretüknél fogva olyan kevés fényt vernek vissza, hogy messze a szabad szemes észlelhetőség határán kívül esnek, megpillantásuk csak fénygyűjtő eszköz segítségével lehetséges. Giuseppe Piazzi 1801. január 1-jén fedezte fel a Cerest, amelyet akkor kisbolygónak osztályoztak, s amelyet rövid időn belül követett a Pallasz, a Juno és a Vesta felfedezése. A bolygók holdjainak felfedezése is a távcsöves kutatások eredménye. A Mars két holdjának, a Jupiter és a Szaturnusz holdcsaládjainak tucatnyi tagjának megtalálása is a 19–20. század távcsöves kutatásainak eredménye. A távcsövek fejlődésével végül a Naprendszeren belül a finomabb részletek megfigyelése vált kutatási területté (a kisebb objektumok felfedezése mellett, amely végül már az amatőrcsillagászok felségterülete lett). Így például a Mars pólussapkájának változásai, a Vénusz felhőzetének mintázatának feltérképezése, a Jupiter sávjainak, viharainak megfigyelése mind a modern távcsöves megfigyelések feladatai voltak.

### Az űrkorszak
Az űrkorszak a műholdak, űrszondák korszaka, az a legújabb kori fejlődési lépcsőfok, amelyben az ember képes kutatóeszközöket a világűrbe – gyakorlatilag a Naprendszerbe – juttatni és ezáltal még pontosabb adatokhoz, ismeretekhez jutni a bolygórendszerünkről. Az újdonsült eszközök nem csak távmegfigyeléseket tettek, tesznek lehetővé, hanem helyszíni megfigyeléseket, kutatásokat is, sőt a Hold esetében az ember jelenlétét és közreműködését a kutatásokban. A kutatások ilyen módon már nem kizárólag optikai megfigyelésekben kellett kimerüljenek, hanem széles körű, a fizika több területét érintő mérésekben, megfigyelésekben testesültek meg, úgymint hőmérséklet, nyomás, elektromágneses – a látható fény tartományán kívül az összes spektrumban –, tömegspektrométeres, sőt a leszálló szondák révén anyagvizsgálati mérésekben.
A kutatások az első ember alkotta tárgy, a Szputnyik–1 1957. október 4-i felbocsátásával kezdődtek, néhány primitív mérés (hőmérséklet, nyomás és rádiós elektronsűrűség-mérések) formájában. Az ezt követő néhány év az űrbe jutás és az űrbeli navigáció képességének megszerzésével telt el, majd különböző műszerek feljuttatásával egyre részletesebb képet alkottak az űrkutatók a Naprendszerről (néhány csillagászati megfigyelőeszközön kívül – melyek elsősorban a Naprendszeren túli teret vizsgálják – a feljuttatott eszközök szinte kizárólag a bolygóközi teret vizsgálják). A Naprendszer objektumainak megismerése, ezen belül elsősorban a bolygók felderítése először az objektumok mellett elrepülő szondákkal, a rájuk telepített kamerákkal, spektrométerekkel és egyéb műszerekkel történt.
A bolygók – és más kulcsfontosságú helyek első – elérése
| Dátum               | Esemény                                                 |
| ------------------- | ------------------------------------------------------- |
| 1957. október 4.    | A Szputnyik–1, a világ első sikeres műholdjának startja |
| 1959. január 4.     | A Hold elérése a Luna–1 révén                           |
| 1962. december 14.  | Az első bolygó, a Vénusz elérése a Mariner–2-vel        |
| 1964. november 28.  | A Mariner–4 elrepült a Mars mellett                     |
| 1973. december 3.   | A Pioneer–10 először ért el egy gázbolygót, a Jupitert  |
| 1974. március 29.   | A Mariner–10 elérte a Merkúrt                           |
| 1979. szeptember 1. | A Pioneer–11 elsőként érte el a Szaturnuszt             |
| 1986. január 24.    | A Voyager–2 elsőként érte el az Uránuszt                |
| 1989. augusztus 25. | A Voyager–2 elsőként érte el a Neptunuszt               |
| 1991. október 29.   | A Galileo elsőként repül el egy kisbolygó mellett       |
| 2008. május 30.     | A Voyager–1 elérte a heliopauza előtti lökéshullámot    |
| 2012. augusztus 1.  | A Voyager–1 csillagközi űrbe lépett                     |
| 2015. július 14.    | A New Horizons elsőként érte el a Plutot                |

Az elrepülő szondák után hamar igény támadt az egyes égitestek körül pályára álló, majd a felszínre le is szálló kutatószondák iránt. A keringő és a leszállóegységek általában egymást kiegészítő kutatási programokra adtak lehetőséget: a keringő egységek globális adatokat szolgáltattak, míg a leszállóegységek egy kisebb helyszín lokális, de nagyon részletes megismerését tették lehetővé. A szilárd felszínnel rendelkező bolygók közül a Merkúr kivételével mindegyiken szállt már le kutatóegység, a két legnagyobb gázbolygónál pedig keringő egység tett felfedezőutat – tekintve, hogy itt nincs szilárd felszín, ahová le lehetne szállni, így ezekhez nem küldtünk leszállóegységeket –, sőt a Szaturnusz Titán holdjára is szállt már le űrszonda. A Hold esetében még emberekkel végzett leszállásokra is sor került. Ezen eszközök révén a Naprendszerről meglévő tudásunk megtöbbszöröződött, az űrkorszakban szerzett ismeretek nagysága messze felülmúlja az előző több ezer év alatt felgyülemlett tudást.
Elsőkénti leszállások más bolygókon, vagy pályára állás körülöttük
| Dátum              | Esemény                                                                      |
| ------------------ | ---------------------------------------------------------------------------- |
| 1966. február 3.   | A Luna–9 elsőként hajtott végre sima leszállást a Holdon                     |
| 1970. december 15. | Az első leszállás egy másik bolygó, a Vénusz felszínén a Venyera–7-tel       |
| 1971. december 2.  | A Marsz–3 teljesítette az első sima marsi leszállást                         |
| 1986. január 24.   | A Voyager–2 elsőként érte el az Uránuszt                                     |
| 1995. december 7.  | A Galileo pályára állt a Jupiter körül                                       |
| 2001. február 12.  | A NEAR Shoemaker leszállt az Eros kisbolygón                                 |
| 2004. július 1.    | A Cassini–Huygens szonda Szaturnusz körüli pályára állt                      |
| 2005. január 14.   | A Cassini szonda Huygens leszállóegysége leszállt a Titán holdon             |
| 2010. június 13.   | A Hajabusza lett az első űrszonda, ami visszatért egy kisbolygóról mintákkal |
| 2011. március 17.  | A Messenger lett az első űrszonda, ami pályára állt a Merkúr körül           |
| 2014. augusztus 6. | A Rosetta lett az első űrszonda, ami pályára állt egy üstökös körül          |
| 2014. november 12. | Az első leszállás egy üstökös felszínén, a Philae leszállóegységgel          |
| 2015. március 6.   | Az első leszállás egy törpebolygón (Ceres), a Dawn űrszondával               |
| 2019. január 3.    | A Csang-o–4 leszállt a Hold túlsó oldalán                                    |

## A Naprendszer felépítése

### Égitestek
A Naprendszer a Napból és azon kisebb égitestekből áll, melyeket a Nap gravitációs hatása tart a pályájukon. A Nap körül keringő testek nagy része közel egy síkban kering, ezt a síkot az ekliptika síkjának nevezik. Az itt található anyag többsége a nyolc legnagyobb testben, a bolygókban koncentrálódik, bár ez a tömegmennyiség így is nagyon kicsi a Nap tömegéhez képest, mely a Naprendszer össztömegének 99,86%-át adja.
A Naphoz legközelebb keringő négy bolygó (a Merkúr, a Vénusz, a Föld és a Mars) alkotja a kőzetbolygók, más néven Föld-típusú bolygók csoportját; ezek javarészt kőzetekből és fémekből épülnek fel, felszínük szilárd. A négy külső bolygó (a Jupiter, a Szaturnusz, az Uránusz és a Neptunusz) gázóriások, melyeknek összetétele jelentősen eltér a kőzetbolygókétól; túlnyomóan gáz halmazállapotú, könnyebb elemek (hidrogén és hélium) alkotják őket. Átlagos sűrűségük kisebb, méretük viszont jóval nagyobb, mint a belső bolygóké. A gázbolygók mindegyike rendelkezik gyűrűrendszerrel, bár messze a legnagyobb és legismertebb a Szaturnuszé.
A Naprendszer bolygóinak jelenleg 144 ismert és elnevezett holdja van és további 23 vár megerősítésre. Ezen kis égitestek a bolygók körül keringenek, keletkezésük és összetételük igen eltérő. A holdak többségét űreszközök segítségével fedezték fel.
A Nap körül az összes bolygó, és a bolygók körül a legtöbb hold azonos irányban kering, és a forgásirányokra is döntően ez az irány jellemző: ez az ekliptika északi pólusa felől nézve pozitív irány (az óramutató járásával ellentétes). Vannak persze olyanok is, amelyek kivételt képeznek, és ellentétes, ún. retrográd irányban keringenek vagy forognak. Például az Uránusz és a Vénusz tengely körüli forgása, illetve a Neptunusz Triton nevű holdjának keringése retrográd, negatív irányú.
A Naprendszerben két olyan övezet található, melyekben a kisebb naprendszerbeli testek koncentrálódása figyelhető meg. Az egyik a Mars és a Jupiter pályája között található kisbolygóöv, melyben feltételezések szerint több millió aszteroida található, melyek mérete a 940 kilométeres Cerestől az 1 kilométernél is kisebb testekig terjed. A másik ilyen övezet a Neptunusz pályáján túl elterülő Kuiper-öv (ejtsd: kiper), mely a Naptól mintegy 30–50 csillagászati egységre (4,5–7,5 milliárd kilométerre) terül el. Ennek a jeges objektumokból álló, korong alakú régiónak a meglétét csak 1992-ben erősítették meg. A Kuiper-övet gyakran a Naprendszer végső határának tekintik.
A fenti két övezetben jelenleg öt olyan égitest ismert, melyeknek tömege elég ahhoz, hogy saját gravitációjuk hatására közel gömb alakúak legyenek, így ezek az objektumok alkotják a 2006-ban bevezetett törpebolygók csoportját (a Ceres, a Pluto, az Eris, a Makemake és a Haumea). A bolygóktól abban térnek el, hogy pályájuk térségét nem söprik tisztára. Két évvel a törpebolygók kategóriájának bevezetése után a Nemzetközi Csillagászati Unió definiálta a plutoidák fogalmát; ezek gyakorlatilag a Plutóhoz hasonló törpebolygók, melyek pályájának fél nagytengelye nagyobb, mint a Neptunuszé.
Azon apró égitesteket, melyek nem elég nagyok, hogy kisbolygók legyenek, de nagyobbak a bolygóközi pornál, meteoroidoknak nevezzük. A becslések szerint naponta 1000 és 10 000 tonna közötti mennyiségben érik el a Föld légkörét, a meteornak hívott fénycsóva jelenségét okozva. A meteoroidok feltehetően a Naprendszeren belülről származnak.
A Naprendszer különleges égitestjei az üstökösök. Ezek olyan, a Nap körül keringő objektumok, melyeknek a Nap közelébe kerülve láthatóvá válik a kómája és a csóvája – mindkét jelenség legfőbb oka az üstökösmagot érő napsugárzás. Az üstökösök keringési ideje nagyon változatos, néhány évtől akár évmilliókig terjedhet. A 200 évnél rövidebb keringési idejű üstökösöket rövidperiódusú, az annál hosszabbakat hosszúperiódusú üstökösöknek nevezzük. A rövidperiódusú üstökösök többsége feltehetőleg a Kuiper-övből származik, míg a hosszúperiódusúak közül sok a távoli Oort-felhőből érkezhet.

### Távolság szerinti szerkezet
A Naprendszert két elég jól elkülönülő részre osztjuk, amely osztályozás a két részben található égitestek fizikai tulajdonságai alapján történik. A belső Naprendszer a kőzetbolygók birodalma, kevés égitesttel, köztük a Földdel, a külső Naprendszer pedig az óriásbolygók, a rengeteg hold hazája, az üstökösök szülőhelye.

#### Belső Naprendszer
A belső Naprendszer egy viszonylag kis térrész, a Naptól, mint központi égitesttől a fő aszteroidaöv külső széléig terjedő tartomány. Az itt keringő objektumok szilárd kérge megőrizte a Naprendszer történetének kezdeti idejének folyamatait, így tanulmányozásukkal sikerült modellezni a keletkezéstörténet állomásait, a rendszer evolúcióját. A belső Naprendszer meghatározó égitestjei a négy kőzetbolygó és azok három holdja, ezeken kívül csak a változatos pályákon keringő aszteroidák találhatók meg itt.

#### Külső Naprendszer
A külső Naprendszer a gázbolygók és az üstökösök birodalma. Itt is négy bolygó a meghatározó égitesttípus, amelyek azonban összehasonlíthatatlanul nagyobbak, mint a kőzetbolygók és összehasonlíthatatlanul nagyobb hatással vannak a naprendszerbeli kisebb égitestekre, mint a belső Naprendszer bolygói. A gázóriások körül tucatjával keringenek a holdak – általában befogott aszteroidák – megmutatva, hogy a Naprendszer még kijjebb eső részei felől milyen sok égitest érkezik, illetve hogyan óvják meg a nagybolygók a belső Naprendszert a kozmikus bombázástól. A nagybolygókon kívül már csak a Naprendszer keletkezésekor megmaradt anyag található anyagtól ritkább, vagy sűrűbb övezetekben.
A Naprendszer legkülső határát jelentő Oort-felhő létezését elsőként Jan Oort holland csillagász vetette fel 1950-ben. Ez a gömb alakú, üstökösmagok milliárdjait tartalmazó felhő a Naptól 50 000–100 000 csillagászati egységre található. Itt érnek véget a Nap gravitációs és más fizikai hatásai, így a felhő objektumait könnyen befolyásolhatják más csillagok, illetve magának a Tejútrendszernek a hatásai is. A felhő nem túl sűrű, az üstökösök akár 10 millió km-re is lehetnek egymástól, és a külső zavaró hatások miatt könnyen elindulhatnak a Naprendszer belseje, vagy a külső világűr felé. Az Oort-felhő létezését még nem sikerült közvetlen megfigyeléssel bizonyítani.

## A Naprendszer égitestjei

### A Nap
A Nap a Naprendszer központi csillaga, a Földhöz legközelebb eső csillag, körülötte kering a Naprendszer minden objektuma, az egész rendszer meghatározó eleme. Bolygónktól átlagosan 149 600 000 kilométer távolságra van (ezt a távolságát nevezik csillagászati egységnek), tömege a Földének 332 900-szorosa, ami a Naprendszer teljes tömegének 99,86%-át teszi ki. Anyagának 73,5%-a hidrogén, 24,85%-a hélium, a többi közel 2% anyag pedig más nehezebb anyagból tevődik össze. Csillagunk belsejében magfúzió zajlik, amelyben a hidrogén héliummá alakul, és rengeteg energia szabadul fel.
A Nap G2V színképtípusú csillag, amely 10 milliárd évig tartó fősorozatbeli fejlődésének a felénél jár. Életciklusa végéhez közeledve – a hidrogénkészlet teljes felhasználása – előbb vörös óriássá, majd a hélium oxigénné és szénné alakulása után fehér törpévé alakul majd.
A Nap hat régióból áll: a magból, a sugárzási zónából, a konvekciós zónából, a fotoszférának nevezett látható felszínből, a kromoszférából és a legkülső rétegből, a koronából. A mag hőmérséklete körülbelül 15 millió fok, ami elegendő a termonukleáris reakció fenntartásához. A Földre érkező hő és fény gyakorlatilag a magban termelődik. A sugárzási zónán át 170 000 évig tart, mire az energia a magból a konvekciós zónába jut, ekkorra a hőmérséklete 2 millió fokra csökken. A Nap felszíne nagyjából 5500 fokos. Csillagunk alakja nem gömb, hanem ellipszoid, a saját tengelye körüli forgás miatt az egyenlítői átmérője 10 kilométerrel nagyobb, mint a poláris átmérője. Saját tengelye körüli forgási periódusa 25 nap 9 óra 7 perc 13 másodperc.
Központi égitestünket a korai civilizációk istenként tisztelték – Egyiptomban például főistenként – és bár már a görögök idején megszülettek az első természettudományos magyarázatok a mibenlétére és istenség-képe is megváltozott, a legtöbb világmodellben a Nap keringett a Föld körül. Csak később, a középkori Európában bizonyították gondolkodók (elsősorban Kopernikusz), hogy nem a Nap kering a Föld körül, hanem fordítva és az égitest a rendszer középpontja.
Az emberiség életére legnagyobb befolyással levő égitest űrszondás megfigyelése talán a legszélesebb körű minden más égitesthez képest. A megfigyelések a NASA Pioneer–5, –6, –7, –8 és –9 szondasorozat napszelet és a Nap mágneses mezejét mérő repüléseivel indult, a Helios szondák napkorona mérésein, a Solar Maximum Mission sugárzásmegfigyelésein, a japán Yohkoh röntgenmérésein át jutott el a legsikeresebb szondákig, a csillagot évekig folyamatosan több hullámhosszon megfigyelő SOHO napobszervatóriumig és a Nap poláris régióit megfigyelő Ulyssesig. A Napot még egy űrhajósokkal végzett program is vizsgálta, a Skylab-programban az űrállomás egyik fő részegysége egy napobszervatórium volt, amellyel számos megfigyelést végzett a program három legénysége 1973–74-ben.

### Bolygók
A Nemzetközi Csillagászati Unió (IAU) Prágában tartott konferenciáján részt vevő mintegy 2500 küldött 2006. augusztus 24-én, többségi szavazással új bolygódefiníciót fogadott el. Eszerint a bolygó a Nap körül kering, tömege elégséges ahhoz, hogy saját gravitációja közel gömb alakúra formálja a testet, illetve a pályáját tisztára söpörte. A döntés fő oka az volt, hogy a Neptunuszon túl már felfedeztek a Plútónál nagyobb tömegű égitestet, és valószínűleg még számos, fel nem fedezett törpebolygó kering a térségben, melyeket a közeljövőben fedeznek fel, így a Naprendszer bolygóinak száma túl nagy lenne. Így a fenti döntés értelmében már csak nyolc égitestet tekintünk bolygónak.
A bolygóknak alsó tömeg- vagy mérethatáruk nincs – ezt azonban fizikailag kijelöli a saját gravitáció által kialakuló gömbforma követelménye –, felső tömeghatáruk viszont van: a 13 Jupiter-tömeg határt átlépő égitestek már elegendő tömegűek a lítium- vagy deutériumfúzió beindulásához, így ezeket már barna törpének osztályozzuk. Ilyen égitest a Naprendszerben nincs.
A Naprendszer bolygóinak európai kultúrkörben elterjedt elnevezése az ókori római mitológia alakjai után kapott nevek átvételével történt, amely ma már az IAU működése nyomán világszerte egységes elnevezés-rendszer. Korábban az Európától távol létrejött civilizációkban más és más nevekkel illették ezen égitesteket, bár ezen nevezéktanok többsége mitológiai alapon épült fel és szintén istenek neveit adta a bolygóknak.
A bolygóknak két altípusát különböztetjük meg a naprendszerbeli tapasztalataink alapján: kőzetbolygók és gázbolygók. A közelmúltban más csillagok körül is fedeztek fel bolygókat kutatók, ezek az ún. exobolygók, amelyeket szintén erre a két altípusra szokás szétválasztani, hacsak nem sikerül olyat felfedezni, amely egyik típus jellemzőinek sem felel meg.
A bolygók néhány adatának összehasonlítása
|                                                                                 | Merkúr             | Vénusz             | Föld           | Mars               | Jupiter              | Szaturnusz          | Uránusz             | Neptunusz           |
| ------------------------------------------------------------------------------- | ------------------ | ------------------ | -------------- | ------------------ | -------------------- | ------------------- | ------------------- | ------------------- |
| Tömeg (kg), (Föld = 1)                                                          | 3,301·1023 (0,055) | 4,867·1024 (0,815) | 5,972·1024 (1) | 6,417·1023 (0,107) | 1,898·1027 (317,899) | 5,683·1026 (95,162) | 8,681·1025 (14,532) | 1,024·1026 (17,147) |
| Egyenlítői sugár (km), (Föld=1)                                                 | 2440,5 (0,383)     | 6051,8 (0,949)     | 6378,137 (1)   | 3396,2 (0,533)     | 71 492 (11,209)      | 60 268 (9,449)      | 25 559 (4,007)      | 24 764 (3,883)      |
| Poláris sugár (km), (Föld=1)                                                    | 2439,7 (0,384)     | 6051,8 (0,952)     | 6356,752 (1)   | 3376,2 (0,531)     | 66854 (10,517)       | 54364 (8,552)       | 24973 (3,929)       | 24341 (3,829)       |
| Térfogat (Föld = 1)                                                             | 0,0562             | 0,857              | (1)            | 0,151              | 1321                 | 764                 | 63,1                | 57,7                |
| Közepes sűrűség (g/cm³)                                                         | 5,43               | 5,24               | 5,51           | 3,93               | 1,33                 | 0,69                | 1,27                | 1,64                |
| Felszíni nehézségi gyorsulás (az egyenlítőnél) (m/s²), (Föld=1)                 | 3,70 (0,378)       | 8,87 (0,905)       | 9,80 (1)       | 3,71 (0,378)       | 24,79 (2,53)         | 10,44 (1,066)       | 8,87 (0,905)        | 11,15 (1,137)       |
| Szökési sebesség (km/s)                                                         | 4,25               | 10,36              | 11,19          | 5,03               | 60,20                | 36,09               | 21,38               | 23,56               |
| Tengely körüli forgás időtartama (d = földi nap, h = földi óra) (R = retrográd) | 58,65 d            | 243,16 d.R         | 23,93 h        | 24,62 h            | 9,92 h               | 10,67 h             | 17,23 h.R           | 16,12 h             |
| Felszíni középhőmérséklet (°C)                                                  | 167 (−173/+427)    | +464               | +15            | −65 (−153/+20)     | −110                 | −140                | −195                | −200                |
| Gyűrűk száma                                                                    | 0                  | 0                  | 0              | 0                  | 1                    | 8                   | 11                  | 4                   |
| Holdak száma                                                                    | 0                  | 0                  | 1              | 2                  | 79                   | 83                  | 27                  | 14                  |
| Maximális látszólagos fényesség (m)                                             | −2,43              | −4,8               | –              | −2,94              | −2,94                | −0,55               | 5,38                | 7,67                |
| Aphélium (millió km)                                                            | 69,8               | 108,9              | 152,1          | 249,2              | 816,6                | 1514,5              | 3003,6              | 4545,7              |
| Perihélium (millió km)                                                          | 46,0               | 107,5              | 147,1          | 206,6              | 740,5                | 1352,6              | 2741,3              | 4444,5              |
| Átlagos naptávolság (millió km), (CsE)                                          | 57,9 0,39          | 108,2 0,72         | 149,6 (1)      | 227,9 1,52         | 778,3 5,20           | 1426,7 9,54         | 2870,7 19,19        | 4498,4 30,07        |
| Átlagos pályamenti sebesség (km/s)                                              | 47,36              | 35,02              | 29,78          | 24,08              | 13,06                | 9,64                | 6,80                | 5,43                |
| Keringési idő (r = földi év, d = földi nap)                                     | 87,97 d            | 224,70 d           | 365,25636 d    | 1,88 r             | 11,86 r              | 29,45 r             | 84,02 r             | 164,79 r            |
| Földközeli távolság (millió km)                                                 | 77,3               | 38,2               | –              | 55,7               | 588,5                | 1195,5              | 2581,9              | 4305,9              |
| Földtávoli távolság (millió km)                                                 | 221,9              | 261,0              | –              | 401,3              | 968,1                | 1658,5              | 3157,3              | 4687,3              |

#### Föld-típusú bolygók
Föld-típusú bolygók (vagy kőzetbolygók) gyűjtőnéven a Naprendszerben a négy belső bolygót, a Merkúrt, a Vénuszt, a Földet és a Marsot értjük. Fizikai tulajdonságok szerint ehhez a típushoz sorolható még a Hold és a fő aszteroida-övben keringő Ceres törpebolygó is, sőt a Jupiter két holdja, az Europa és az Io is, mégsem tévesztendők össze az előzőekben említett bolygókkal, mivel utóbbiak nem viselhetik a „bolygó” elnevezést. Ezek a bolygók alapvetően szilikátokból felépülő égitestek, eltérően a külső Naprendszer gázóriásaitól. Mindegyik a korai Naprendszer bolygócsíráinak ütközéses összeállásából született, és mindegyik bolygótestnél megfigyelhető a – főként a keletkezéskori hő miatti olvadt állapotban végbement – mélységi differenciálódás, a kémiai összetétel szerinti belső héjakra osztódás. A szilárd felszín, mint fő jellemző miatt csak ezeken a bolygókon értelmezhető a domborzat (az egyik fő megfigyelési téma), a síkságok, hegyek, kanyonok, folyómedrek, kráterek rendszere. A négy közül három kőzetbolygónak van légköre, ezek mindegyike másodlagos légkörnek számít (a bolygótesteken kialakult vulkánokból a felszínre törő gázokból, becsapódott üstökösökből kiszabaduló illékony anyagokból jöttek létre), szemben a gázbolygók elsődleges légkörével, amelyek az ősi molekulafelhő gázanyagának összeállásából keletkeztek. A Mars pályája által bezárt területet – ahol a kőzetbolygók keringenek – szokás belső Naprendszernek is nevezni. Ebben a zónában jelölhető ki az ún. lakható övezet, ahol a szénalapú élet fennmaradásához szükséges körülmények uralkodnak.

##### Merkúr

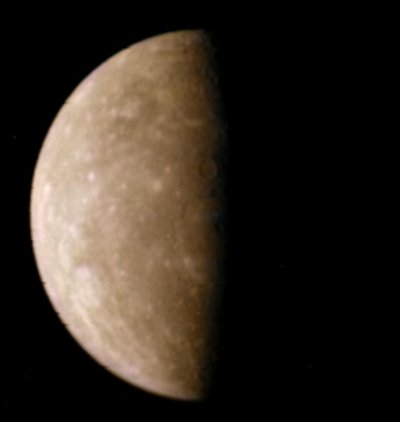
A Merkúr megközelítése közben készült Mariner–10 fotó, 1974-ből

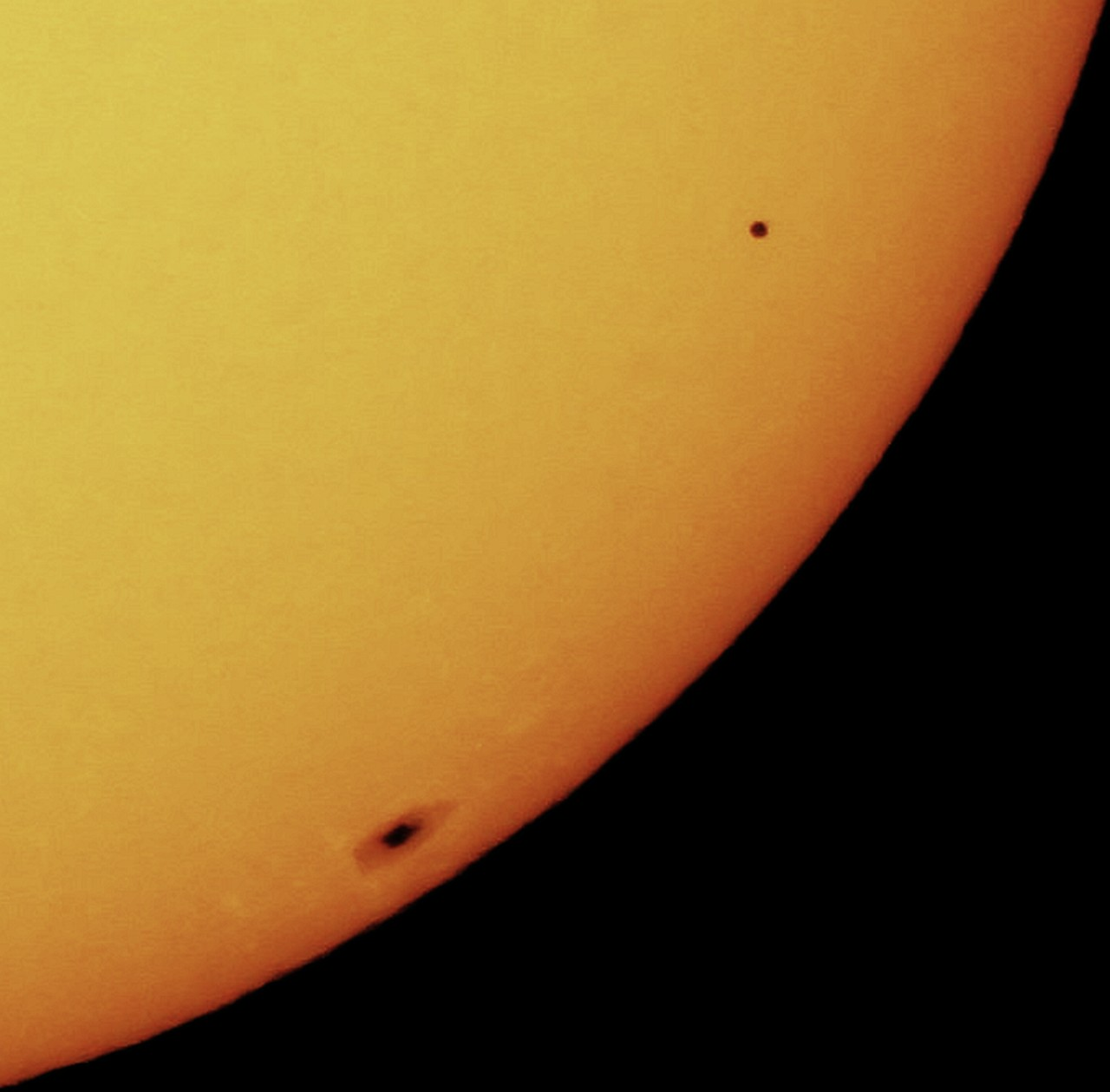
A Merkúr átvonulása a Nap előtt. A jobb felső részen látható pont a bolygó, a kép alsó részén egy napfolt látható

A Merkúr a Naprendszernek a Naphoz legközelebb keringő, és a Plútó törpebolygóvá minősítése óta legkisebb bolygója. Átmérője a Földének 40%-át sem éri el, így néhány, az óriásbolygók körül keringő hold is nagyobb nála, tömege a Föld tömegének 5,5%-át teszi ki. Elliptikus pályájának perihéliuma (napközelpontja) 46 millió km, aphéliuma közel 70 millió km, ezzel a legexcentrikusabb pályát tudhatja magáénak az összes bolygó között. Átlagos naptávolsága 0,39 CsE, egy Nap körüli fordulatot 88 földi nap alatt tesz meg, sebessége a bolygók közül a leggyorsabb, majdnem 50 km/s. A Merkúr pályája nem pontosan a Nap egyenlítői síkjába esik, attól 7°-kal elhajlik, ezért a bolygó áthaladása a napkorong előtt ritka természeti jelenség, évszázadonként csak 13 alkalommal figyelhető meg. Korábban feltételezték, hogy a bolygónak mindig ugyanaz az oldala néz a Nap felé, de 1965-ben kimutatták, hogy minden két keringés alatt háromszor megfordul a tengelye körül.
A legkisebb bolygó belső szerkezete mélységi differenciálódást mutat, az egyes belső rétegek aránya azonban teljesen más a többi kőzetbolygóhoz képest. Legfőbb különlegesség az aránytalanul nagy vasmag, amely a bolygó átmérőjének közel 75%-át teszi ki és amely miatt viszonylag gyenge, de állandó mágneses mező veszi körül a Merkúrt. A bolygó felszíne leginkább a Holdhoz hasonlatos, kráter lyuggatta száraz, poros, erősen tagolt domborzatú területek alkotják. A felszíni átlagos hőmérséklet 169,5 °C, amely azonban nagyon tág határok között változik: a nappali oldalon elérheti a 430 °C-ot, ám mivel légkör híján nem képes megtartani a hőt, éjszakára akár -170 °C-ra is zuhanhat a hőmérséklet a sarki vidékek hosszú ideig megvilágítatlan krátereinek mélyén.
A bolygónak állandó légköre nincsen, csupán exoszférája, ami a napszél és a becsapódó meteoroidok hatására a felszínből kilökött atomokból áll. A légkör hiánya miatt nincsen szél okozta erózió, és a meteoroidok sem égnek el, mielőtt a felszínbe csapódnak. Nincs ismert holdja.
A Naphoz való közelsége miatt a Földről való vizuális megfigyelése nehéz, csak alkonyat vagy pirkadat idején lehetséges, mégis már az ókorban ismerték, ennek megfelelően a kor szokásainak megfelelően a római istenek egyikének Mercuriusnak – a görög Hermész megfelelőjének – nevét kapta.
Űrszondákkal való felfedezésének története igen rövid, eddig mindössze két eszköz látogatta meg. Az első Merkúr-szonda a Mariner–10 volt, amely a Vénusz gravitációját felhasználva – mellesleg igazolva a gravitációs hintamanőver működőképességét – 1974. március 29-én repült el a bolygó mellett, méréseket végezve, fényképeket készítve. Összesen három alkalommal közelítette meg a szonda a bolygót, amelynek során a felszín 45%-át lefedő fényképmozaik készült, és bizonyítékot kaptunk a Merkúr mágneses mezejéről. A bolygó felfedezése hosszú szünet után folytatódott a MESSENGER szonda feljuttatásával, amely bonyolult, hintamanőverekkel tarkított pályán közelítette meg a Merkúrt, végül 2011. március 18-án keringési pályára állt körülötte. Ez idő alatt mintegy 1200 képet készített, nagyrészt a feltérképezetlen területekről, valamint megmérte a bolygó mágneses mezejét is. A szonda még két évig gyűjtötte az adatokat, ezután az üstökösök megfigyelésére koncentrált. Küldetésének végén, 2015. április 30-án a Merkúrba csapódott.

##### Vénusz

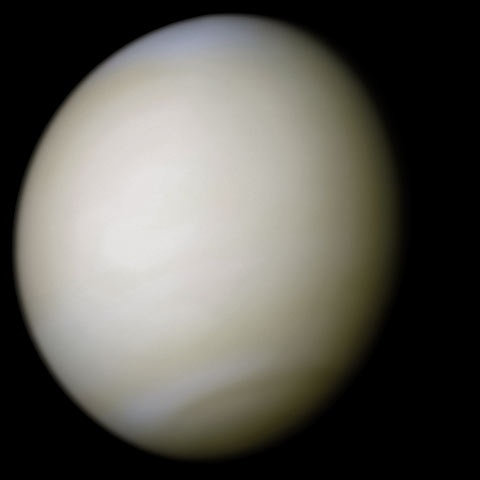
A Vénusz

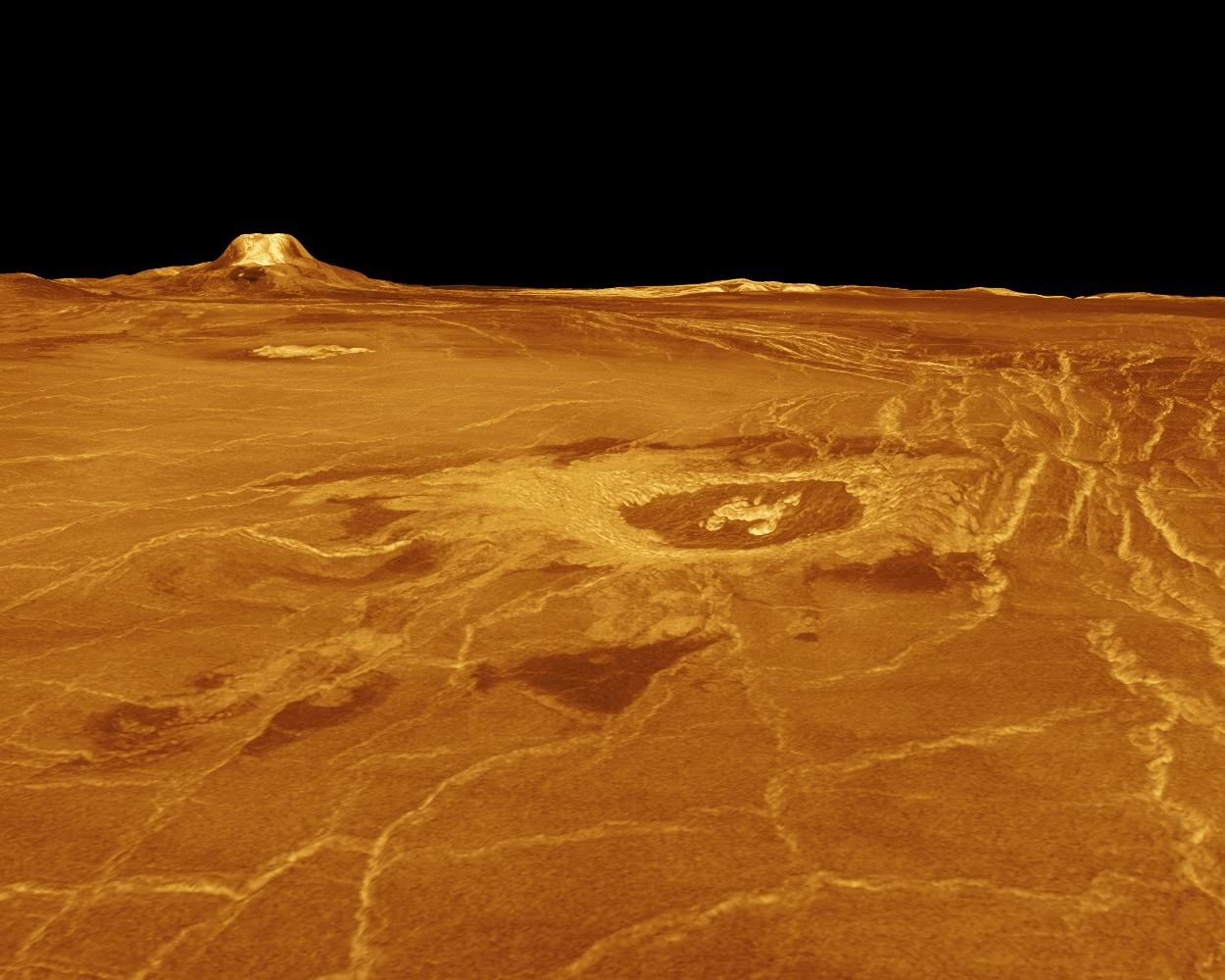
A Magellan radarképeiből készített Vénusz-tájkép

A népnyelvben Esthajnalcsillagnak nevezett Vénusz a Naptól számított második bolygó. Tömege, összetétele és mérete a Földéhez hasonló, emiatt sokszor nevezik bolygónk ikertestvérének. Pályája nem sokban tér el a körtől, perihéliuma 107,5, aphéliuma 109 millió km, ebből adódóan átlagos naptávolsága 108,2 millió kilométer (0,72 CsE), ezzel a Földhöz legközelebbi bolygó. Egy vénuszi év 224,65 földi napig tart. A bolygó saját tengelye körül 243 nap alatt tesz meg egy fordulatot, ráadásul retrográd irányban, a többi bolygóhoz képest ellentétes forgással. A rendkívül lassú, ellentétes forgás valószínűleg egy kozmikus ütközés eredménye, amely „feje tetejére állította” a bolygót. A tengelyferdeség 177,1°-ra adódik (azaz fejjel lefelé áll a bolygó, így látszólag ellentétes a forgása). A Merkúrénál jóval ritkábban, de a Vénusznál is megfigyelhető a Nap előtti átvonulás jelensége. 120 évenként egy páros átvonulás figyelhető meg, ahol a két átvonulás között 8 év telik el.
Lapultsága elhanyagolható, az egyenlítői és a poláris átmérő között 10 kilométer alatti a különbség. Belső szerkezetéről még nem állnak rendelkezésre közvetlen megfigyelések, ám a Földéhez hasonló méret és sűrűség arra enged következtetni, hogy a bolygó belső szerkezete hasonló a Földhöz. Mindezek ellenére a felszínen nincs nyoma lemeztektonikának. Másik fő különbség a mágneses tér hiánya. A bolygó felszínének hozzávetőleg 80 százalékát síkságok foglalják el, két nagyobb, a síkságból kiemelkedő „kontinens” található rajta, az Ishtar Terra és az Aphrodite Terra. A felszín nagy része vulkanikus tevékenység nyomait viseli magán, kráter viszonylag kevés van rajta, amely elsősorban a sűrű légkörnek köszönhető, amelyben a meteorok többsége elég, és nem éri el a felszínt.
A Vénusz legnagyobb különlegessége a légköre. A bolygón extrém módon sűrű légkör alakult ki, tömege a földi atmoszféra tömegének 93-szorosát teszi ki, a felszínen olyan hatalmas nyomás uralkodik, mint a Földi óceánok 1 kilométeres mélységében. A légkör 96,5%-ban szén-dioxidból áll, a maradék 3,5% pedig nitrogén, illetve nyomokban kén-dioxid, argon, vízpára, szén-monoxid és egyéb gázok alkotják. A bolygót kénsavtartalmú, vastag, gyorsan mozgó felhőzet borítja, amely lehetetlenné teszi a felszín közvetlen vizuális megfigyelését. Mivel ez a felhőzet jelentős mennyiségben veri vissza a napfényt, a Vénusz rendszerint az éjszakai égbolton a legfényesebbnek látszó bolygó. Az atmoszféra ilyenné alakulása a fékezhetetlen üvegházhatás következménye. Modellszámítások szerint egykor a Vénuszon is számottevő mennyiségű folyékony víz volt, amelyet a vulkáni aktivitás nagy mennyiségben párologtatott a légkörbe, ami ott üvegház gázként funkcionálva tovább emelte a globális hőmérsékletet. A légkör így csapdába ejti a Nap hőjét, ezért a felszín hőmérséklete elérheti a 470 °C-ot is, melegebbet, mint a négyszer több napsugárzást kapó Merkúr felszínén mérhető. A bolygón uralkodó hőmérséklet egységes, akár az egyenlítőnél, akár a sarkokon mérjük.
A bolygó felderítése az átlátszatlan légkör miatt csak űrszondákkal lehetséges, ezekből kétféle járt a Vénusznál: a Szovjetunió Venyera-programjának leszállóegységei, valamint a NASA Magellan és az ESA Venus Express keringő egységei. A Venyerák a felszíni leszállást kapták feladatul és a váratlanul zord körülmények miatt a hetedik szonda érte el a felszínt, ahonnan mindössze 23 percig volt képes adatokat küldeni. Összesen nyolc Venyera leszálló és két keringő egység járt a Vénuszon és küldött adatokat a pokoli körülményekről. A tudományos szempontból legtöbbet nyújtó felfedező küldetés a Magellan szonda radartérképező repülése volt. A szonda poláris pályáról radarjával a bolygó szinte teljes felszínét feltérképezte, és globális domborzati térképet készített róla. A Vénusz felfedezésének történetében legutolsó Vénusz szonda a Venus Express, amely a légkört tanulmányozta.
A Merkúrhoz hasonlóan a Vénusznak sincsen holdja.

##### Föld

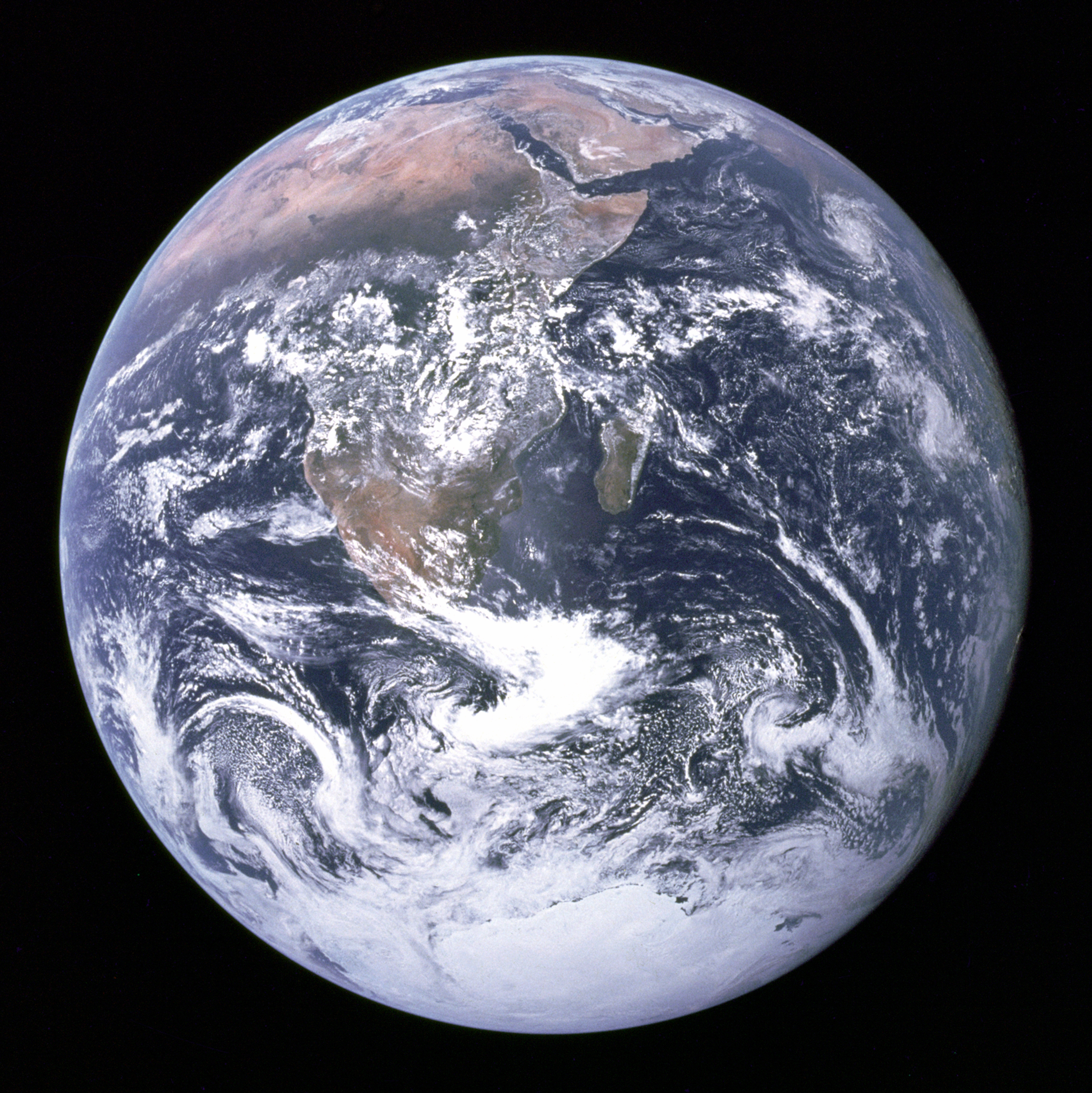
A Föld az Apollo–17-ről nézve

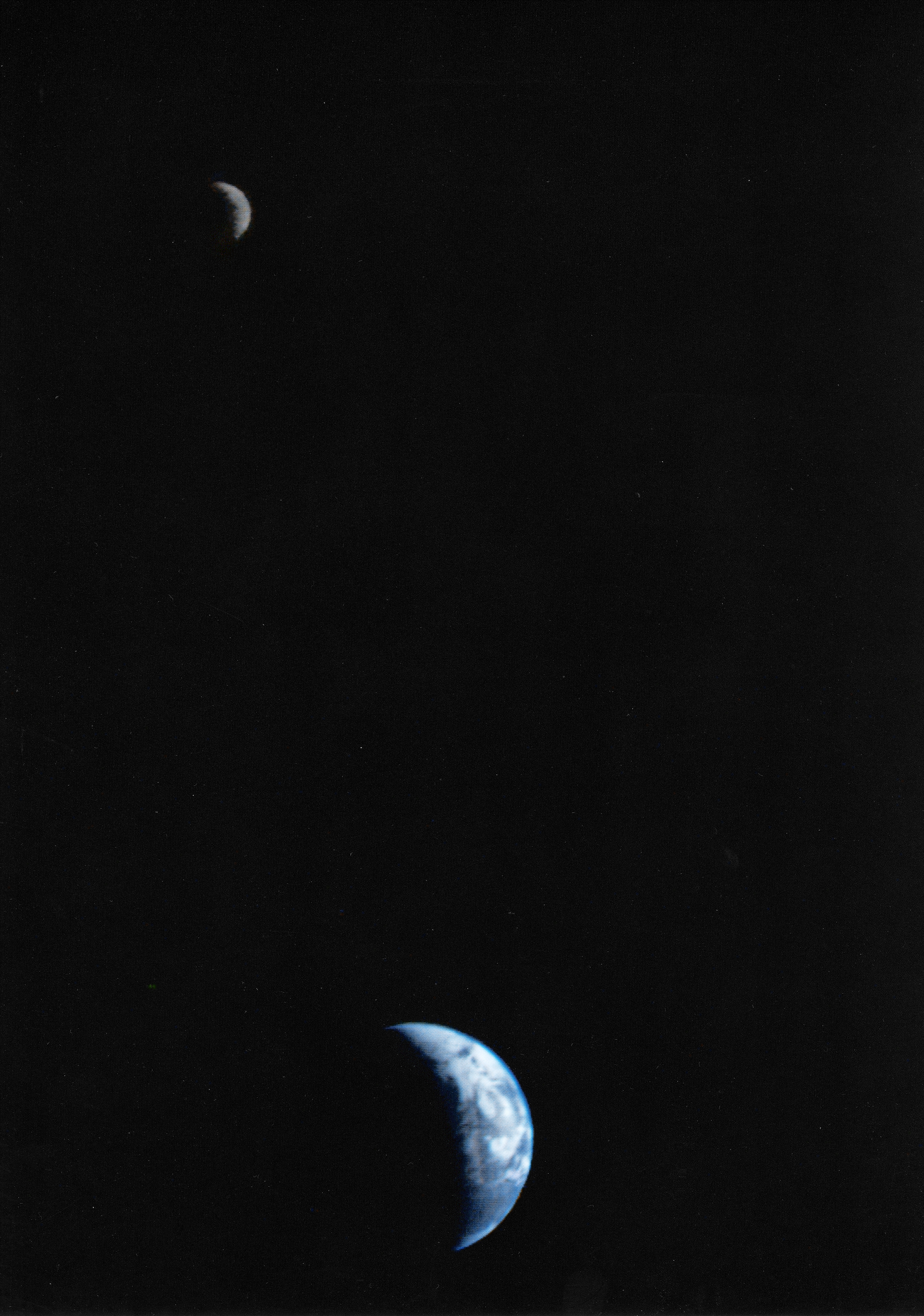
A Föld-Hold rendszer a Voyager–1 felvételén

A Föld a Naptól számított harmadik bolygó, a Naprendszer ötödik legnagyobb bolygója, mind átmérőjét, mind tömegét, mind sűrűségét tekintve, valamint méreteit illetően a legnagyobb kőzetbolygónak is számít, bár átmérője csak 644 kilométerrel, tömege is csupán 25%-kal nagyobb, mint a Vénuszé. Keringési adatai sok tekintetben mérési etalonnak számítanak: 1 nap megegyezik a bolygó egy saját tengelye körüli fordulattal; 1 év – némi korrekcióval – megegyezik egy Nap körül megtett fordulattal; 1 csillagászati egység megegyezik a bolygó átlagos naptávolságával. Nap körüli pályája közel kör alakú, perihéliuma 147, aphéliuma 152 millió kilométer, pontos keringési ideje 365,24 nap. A Föld forgástengelye megdőlt, 23,4 fokot zár be az ekliptika síkjával, ez a jelenség az évszakok kialakulásának okozója.
Bolygónk neve nem valamilyen istenről kapta nevét, mint a többi bolygó, bár a történelem előtti időkben, majd az ókorban is főként nőnemű istenként tisztelték (Földanya). A Föld neve a legtöbb nyelvben a talaj kifejezéssel szinonim.
Alakja közel gömb, egyenlítői átmérője mindössze 42,6 kilométerrel nagyobb, mint a sarki átmérője, e kismértékű lapultság okán formáját geoid formának nevezzük. A bolygó teste mélységében öt részre tagozódik: egy szilárd vas–nikkel belső magra, a belső magot körülvevő, folyékony szintén vas–nikkel külső magra, az olvadt kőzetekből álló köpenyre, az azt körülvevő, szintén olvadt kőzetekből álló felső köpenyre és a vékony, szilárd földkéregre. A földkéreg jó néhány különálló részre, ún. tektonikai lemezekre töredezett, amelyek a köpeny olvadékán úsznak és emiatt a mozgás miatt folyamatosan változik a felszín. A Föld felszínének nagyjából 71%-át víz borítja, melyek nagy része sós vizű óceán, a maradék 29% szárazföld (hat kontinens és számos sziget). Bolygónk felszíne felett kiterjedt légkör található, amelynek 78%-a nitrogén, 21%-a oxigén, míg 1%-a más összetevőkből (pl. argon, szén-dioxid) áll. A Földön két fő anyag-körforgás figyelhető meg: a széndioxidé és a vízé, mindkét körforgás közvetítő közege a légkör.
A Föld a Világegyetem jelenleg ismert egyetlen olyan égitestje, amiről ismert, hogy életet hordoz. A szárazföldek felszínén – sőt esetenként a felszín alatt – és a vizekben több millió faj él. Az élet a kutatások szerint már igen korán kialakult a bolygón, azóta azonban több kihalási esemény tarkította a fejlődéstörténetét. A mai életformák kialakulása az evolúció folyamata során ment végbe. Az élet kialakulását a vizet hosszú időn át folyékonyan tartani képes körülmények (hőmérséklet, nyomás, sugárzási viszonyok), valamint a Föld belsejében folyó mágneses folyamatok révén létrejövő mágneses „védőpajzs” kialakulása tették lehetővé.
A Földnek egyetlen természetes égi kísérője van, a Hold. A szomszéd égitest átlagosan 384 000 km távolságra kering a bolygótól, valamivel több mint 27 nap alatt kerülve meg a Földet. Az égitest jelenléte az élet fennmaradásának fő oka: a Hold stabilizálta a Föld tengelyferdeségét és emiatt nem billegett tovább a Föld és viszonylag állandó éghajlatot volt képes fenntartani az egyes övezetekben, ami segítette az egyes létformákat. A Hold a Föld testéből keletkezett: a Naprendszer kialakulásakor – több mint 4,5 milliárd évvel ezelőtt – egy Mars méretű bolygócsíra ütközött a proto-Földnek és a becsapódás által kilökődött anyag állt össze a Földhöz képest negyedakkora égitestté. A Föld–Hold rendszer a két égitest tömegközéppontja körül kering, amely a Hold kis tömege miatt a Föld belsejében van mindig. A Hold Földre gyakorolt hatásai közül a leginkább szembetűnő az árapály jelenség, a tengereken, óceánokon megfigyelhető napi kétszeri hullámszerű vízszintemelkedés és csökkenés. Emiatt a két égitest távolodik egymástól, emellett a Föld forgása folyamatosan lassul, a napok hossza egyre nő.

##### Mars

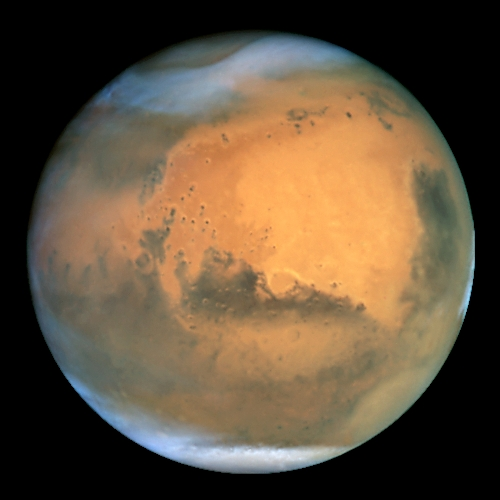
A Hubble űrtávcső képe a Marsról

A marsi víz bizonyítéka, néhány szublimáló jégrög a Phoenix szonda kutatóárkában

A Mars a Naprendszer negyedik bolygója, a Naptól legtávolabb keringő kőzetbolygó. Méretét tekintve feleakkora átmérőjű, mint a Föld, és kisebb sűrűsége miatt annak tömegének mindössze 11%-át képviseli, a teljes felülete is kisebb területű, mint a földi szárazföldek összesített területe. Ellipszis pályája elnyújtottabb, mint a Földé – bolygónk pályájának napközel- és naptávolpontja között 5 millió kilométer a különbség – a Mars esetében 42 millió kilométer a különbség a pálya Naptól legtávolabbi és legközelebbi pontja között, az átlagos távolság pedig 230 millió kilométer (1,5 CsE). A Naprendszerben csak a Merkúr pályájának nagyobb az excentricitása. A bolygó saját tengely körüli forgása, a marsi nap, azaz 1 sol hossza nagyon hasonló a Földéhez: 24 óra 39 perc 35 másodperc. A Mars tengelye a Földéhez hasonló dőlést mutat, 25,19°-ot zár be az ekliptika síkjával, emiatt a bolygó időjárásában ugyanúgy évszakok alakultak ki, mint bolygónkon.
Itt található a Naprendszer legmagasabb hegye, az Olympus Mons.
A nevét a római hadistenről kapta (vörös színe és a vér közötti asszociáció okán). Vöröses színét a felszínen globális méretekben kimutatható vas-oxidos felső talajrétegtől kapta.
Légköre igen ritka, a felszíni légnyomás a földiének 0,75%-a – a Földön nagyjából 35 kilométer magasan akkora a nyomás, mint a Mars felszínén –, összetétele azonban teljesen más, 95% szén-dioxid, 3% nitrogén, 1,6% argon, és csak nyomokban tartalmaz oxigént vagy vízpárát. A ritka légkör ellenére is dinamikus időjárás figyelhető meg a felszínen, erős szelek fújnak, amelyek időnként bolygóméretű porviharokat okoznak. A hőmérséklet −140 °C és +20 °C között ingadozik. A sarki tél során a bolygó magas szélességein a légköri szén-dioxid is képes kifagyni.
A Mars alakja a Földéhez képest kissé lapultabb, az egyenlítői és poláris átmérője között 40 kilométer a különbség. A többi kőzetbolygóhoz hasonlóan belseje mélységi differenciálódást mutat: olvadt vas–kén magja, szilárd szilikátos mag körüli köpenye és a Földétől vastagabb kérge van. A Marson figyelemreméltó geológiai képződmények találhatók. Az Olympus Mons 27 kilométeres magasságával és 600 km átmérőjével a Naprendszer legnagyobb hegye, míg a Valles Marineris nevű hasadékvölgy több mint 4000 km hosszú, egyes részein szélessége eléri a 200, mélysége a 7 kilométert. Lemeztektonikai tevékenység ma már nem jellemzi a bolygót, a Mars Global Surveyor szonda mérései alapján a bolygó fejlődéstörténetének korai időszakában voltak ilyen folyamatok. A bolygó felszínét vulkáni tevékenység, a kéreg mozgásai, becsapódások és légköri jelenségek (pl. szelek) alakították ki.
A Vörös bolygónak két holdja is van: a Phobosz és a Deimosz. Bár eredetük nem tisztázott, a legvalószínűbb az a feltételezés, hogy a Mars gravitációs ereje által befogott aszteroidákról van szó. Mindkét hold rendkívül közel kering a bolygóhoz, a belső Phobosz mindössze 9377 kilométerre (7,66 óra alatt téve meg egy kört), a külső Deimosz is csak 23 460 kilométerre (30,35 órás keringéssel). A rendkívül gyorsan keringő Phobosz a Mars felszínéről nézve nyugaton kel és keleten nyugszik. Mindkét hold keringése a Marshoz kötött, azaz mindig ugyanazon oldalukat mutatják a bolygó felé. Felfedezésük szinte egyszerre történt, Asaph Hall amerikai csillagász a két és fél évenként esedékes marsi oppozíció idején, 1877. augusztus 12-én pillantotta meg a Phoboszt és 1877. augusztus 18-án a Deimoszt.
Jelenleg a Mars az egyetlen bolygó, amellyel kapcsolatban még van remény, hogy a kutatások élet nyomait találják meg. Ennek a reménynek az alapját a víz jelenléte adja. A modern kor űrszondás vizsgálatai globális víztartalékokat tártak fel a felszín alatt (vízjég formájában), amelynek múltbeli nyomait a Spirit és az Opportunity szondapáros találta meg, míg magát a most is jelen levő vizet (jeget) a Phoenix űrszonda találta meg 2008 júliusában.
A Mars jelenleg a Hold után a második legszélesebb körben vizsgált égitest, a legtöbb bolygószonda ezt a bolygót látogatta meg. A Marsz–3 sikeres leszállása után a Viking-program keretében két szonda szállt le széles körű vizsgálatokra, elsősorban az élet keresésére. A szondapáros eredményei ellentmondásosak voltak, sem megerősíteni, sem cáfolni nem tudták az élet jelenlétét. Később a NASA taktikát váltott: az élet közvetlen keresése helyett inkább az élet feltételeinek meglétét, vagy nem létét kezdte kutatni. Ennek keretében több sikertelen küldetést követően a Mars Pathfinder szállt le sikeresen a felszínre egy sor új – főként űrhajózási – technikát kipróbálni, ezt követte a Spirit és az Opportunity, amely meg is találta az egykori víz (az élet fő feltételének tartott anyag) nyomait, legvégül a Phoenix magát a vizet is kimutatta. A bolygó körüli pályán szintén több sikeres szonda is keringett, globális vizsgálatokat végezve és kiegészítve a leszállóegységek lokális adatait. A Mars Global Surveyor, a Mars Express, a Mars Odyssey egyesével is terabyte-nyi adattal szolgálta a kutatókat.

#### Gázóriások

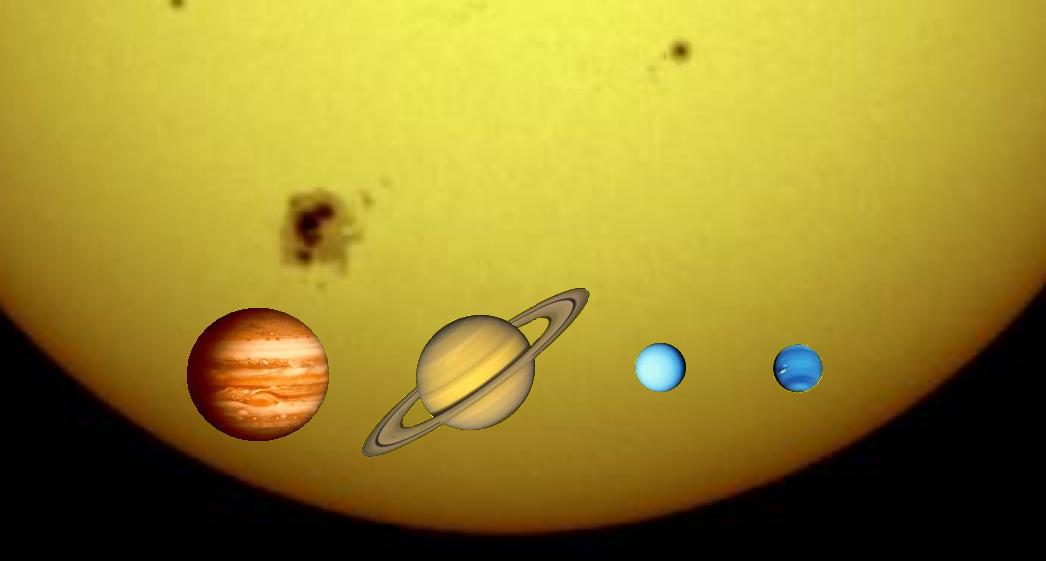
Az óriásbolygók és a Nap

A gázbolygók, vagy másképpen óriásbolygók egy bolygótípus gyűjtőneve, azoké a bolygóké, amelyek elsősorban gázokból épülnek fel és egyáltalán nem, vagy csak kis mennyiségben tartalmaznak anyagukban kőzeteket, fémeket vagy más nehezebb anyagokat. A gázbolygók négyese két jól elkülöníthető alcsoportra osztható, a gázóriásokra és a jégóriásokra. Előbbi csoportba a Jupiter és a Szaturnusz tartozik, amelyek belsejében az egyes zónák között folyamatos az átmenet a halmazállapotok között, nincsenek éles határok, a belsejükben uralkodó nyomás magasabb, mint a kritikus nyomás, utóbbiakban viszont ezt a szintet nem éri el a nyomás, valamint a légkör és a szilárd – főként jégből álló – mag között éles az átmenet. Az óriásbolygók közös jellemzője még, hogy mindegyikük a Naprendszer külső részein kering és mindegyikük körül jó néhány hold kering és mindegyiknek van egy gyűrűje/gyűrűrendszere. (Érdekes módon az eddig felfedezett exobolygók – jórészt gázóriások – rendre a csillagukhoz nagyon közel, esetenként a Merkúr pályáján belül keringenek és ezen felfedezések tekintetében inkább a mi Naprendszerünk bolygórendszere tűnik különlegesnek, igaz a szakemberek szerint ez valószínűleg inkább a kezdetleges észlelési módszereknek köszönhető, amelyek érzékenysége ma még inkább csak a csillaghoz közeli bolygók felfedezésére alkalmas.) Az összes gázbolygó belsejében rengeteg hő keletkezik, a leghidegebb is ugyanannyi hőt sugároz ki, mint amennyit a Naptól magába fogad, de inkább jellemző érték a beeső napsugárzás kettő, vagy többszörösének visszasugárzása.

##### Jupiter

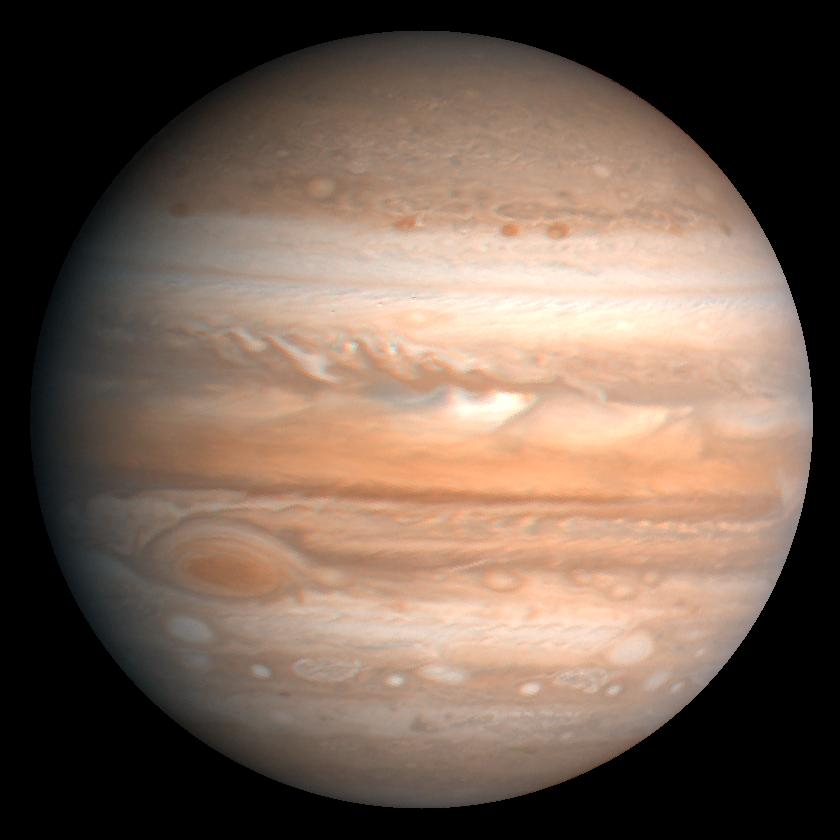
A Jupiter a Voyager–1 feljavított felvételén

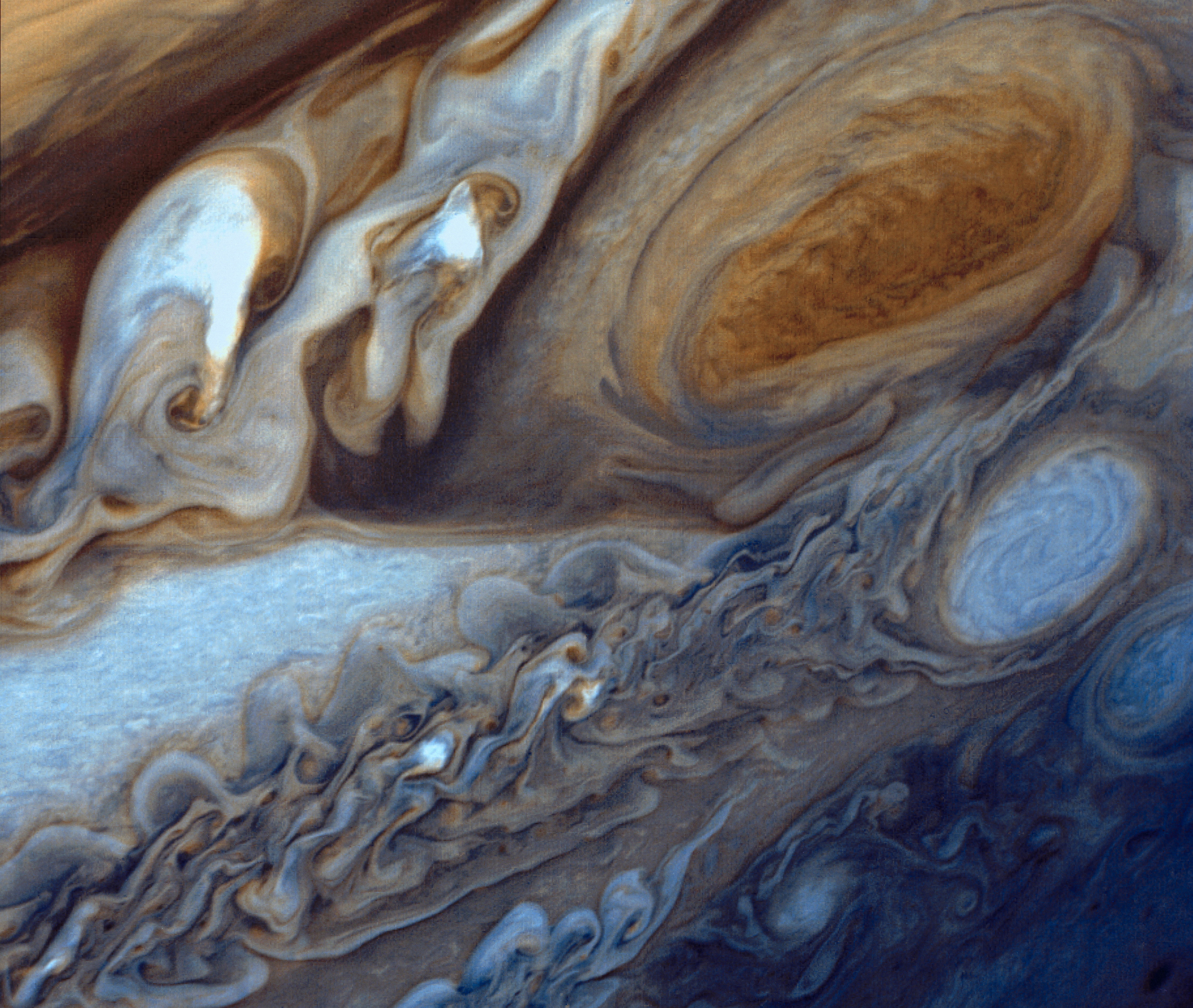
A Nagy Vörös Folt és más viharok a Voyager–1 hamisszínes felvételén

A Jupiter a Naptól számított ötödik bolygó, egyben a Naprendszer – tömegében és méretében egyaránt – legnagyobb bolygója. Nevét a római mitológia főistenéről, Iuppiterről kapta, bár már jóval a rómaiak előtt ismert égitest volt a csillagászok előtt, és a legtöbb ókori kultúrában valamilyen istenséggel azonosították. Habár tömege jelentéktelen a Naprendszer össztömegében – a Napénak ezredrésze –, a többi bolygóhoz képest jelentősnek számít, a többi bolygó együttes tömegének két és félszeresét képviseli. A bolygó tömege jelentéktelen a központi csillaghoz képest, mégis elegendő ahhoz, hogy a rendszer tömegközéppontját a Nap testén kívülre helyezze és „billegésre” késztesse a központi objektumot. A bolygó besorolása szerint gázóriás, tömegének (és térfogatának) jelentős része, mintegy 75–76%-a hidrogén, amelyet 9–10%-nyi hélium egészít ki. A gáz a Jupiter tömegének legnagyobb, 85–90%-át jelentő részét teszi ki, de van egy kisebb szilárd magja is, amelynek nagysága, tömege pillanatnyilag még bizonytalan, nagyjából 12–45 földtömeg közé tehető. A légkörben az űrszondás megfigyelések a két fő gázkomponens mellett metán, ammónia, vízpára jelenlétét is kimutatták.
A bolygó belső szerkezete még nem teljesen ismert a viszonylag kevés mérési eredmény miatt. A legvalószínűbb elmélet szerint a bolygó közepén egy szilárd, kőzetekből vagy vízjégből álló mag található, melynek jelenlétét gravitációs mérések erősítik meg. A bolygókeletkezés folyamatát vizsgálva a kutatók feltételezik, hogy a külső Naprendszerben már a víz is bekapcsolódott a bolygóépítési folyamatokba, mivel az a Naptól ilyen távolságban már csak fagyott állapotban fordul elő, így a jég is részt vett a planetezimálok mind nagyobbra növekedésében, és az így nagyra – tucatnyi földtömegűre – nőtt szilárd test gravitációja elég volt a gázanyag magához vonzásában. A szilárd magot fémes hidrogén – az óriási nyomás miatt elfajult állapotú anyag – veszi körül, majd fölötte folyékony, végül gázos hidrogén átlátszó rétege következik. A hidrogénrétegek között az átmenet folyamatos, a gázréteg a felső felhősávtól legalább 1000 km mélységig terjed.
A Jupiter látványos légköre tetején ammóniakristályokból és ammónium-hidrogén-szulfidból álló felhők úsznak. A teljes bolygót lefedő felhőzet a szélesség szerint elkülönülő sávokra bomlik, amelyekben különböző sebességgel mozog az anyag, ráadásul az egyes sávokban ellentétes irányban. A sávok határán turbulenciák, viharok keletkeznek, ezek egyik leglátványosabb megnyilvánulása a Nagy Vörös Folt, egy vihar, amit már a 17. századi megfigyelők is láttak, azóta egyforma intenzitással dühöng.
A bolygó gyorsan forog a saját tengelye körül, a bolygók közül a leggyorsabb a forgása, 10 óra alatt tesz meg egy fordulatot. A hatalmas gázlégkör miatt az egyenlítői régió 5 perccel gyorsabban tesz meg egy fordulatot, mint a sarki régiók. A gyors forgás miatt a bolygó alakja nem gömb, hanem forgási ellipszoid, mint a Nap, az egyenlítői átmérője 9275 kilométerrel nagyobb, mint a sarki átmérője. A bolygó a Naptól 5,2 CsE távolságra kering és 11,86 év alatt kerüli meg a Napot.
A Jupitert szokás a Naprendszeren belüli „kis naprendszerként” is emlegetni, kiterjedt holdrendszere miatt. A bolygó körül fedezték fel a legtöbb holdat a Naprendszerben, szám szerint 63-at. A holdak legnagyobb része nem „valódi” hold, csak a bolygó mellett elhaladó és keringésre késztetett aszteroida, vagy üstökösmag. Ezek mellett a kis méretű, zömmel szabálytalan alakú égitestek mellett négy nagy, látványos objektum, a felfedezőjükről elnevezett ún. Galilei-hold is kering az óriásbolygó körül. Az Io, az Europa, a Callisto, és a Ganymedes mind nagy, gömb formájú égitest – csak az Europa kisebb a Föld holdjánál, a többi mind nagyobb, a Ganymedes még a Merkúr bolygónál is nagyobb –, felfedezésük egykor a Föld-központú világkép elleni döntő érv volt. A holdak egyikén, az Europán bizonyítottan vízóceán hullámzik a felszíni globális jégtakaró alatt, amelyben a feltételezések szerint akár az élet számára is megfelelő körülmények lehetnek. A holdak mellett egy halvány (a Földről még távcsövekkel sem látható) gyűrűrendszer is kering a Jupiter körül, amelynek anyagát a holdak felszínéről távozó por táplálja.
A legnagyobb gázbolygó kutatása Galileo Galilei első távcsöves megfigyeléseivel kezdődött 1610-ben (bár egyes források szerint a kínaiak már kétezer évvel korábban felfedezték a Galilei-holdakat szabad szemes megfigyeléseikkel), majd hamarosan a sávok felfedezése, a Nagy Vörös Folt megfigyelése következett. A bolygó megfigyeléseinek „mellékterméke” volt a fénysebesség értékének kísérleti kimérése is. A megfigyelések az űrkorszakban hozták a komolyabb, részletesebb eredményeket. Először a Pioneer–10 és Pioneer–11 szondapáros érte el a bolygót, készített részletes fotókat az atmoszféráról és küldött mérési adatokat a Jupiter környezetéről (elsősorban a váratlanul nagynak bizonyult sugárzásról). A Pioneereket a Voyager-program két űrszondája követte, amelyeket a gázbolygók végiglátogatására küldtek. A Voyager–1 és Voyager–2 is korszakos felfedezéseket tett: működő vulkánt találtak az Io hold felszínén, felfedezték a bolygó gyűrűrendszerét, villámokat fedeztek fel a légkörben stb. A legtöbb ismeretet a Galileo szonda 1995 és 2003 közötti küldetése nyújtotta a kutatók számára. A szonda megfigyelte a Shoemaker–Levy 9 üstökös becsapódását, feltérképezte a bolygó kiterjedt mágneses terét, végiglátogatta a Galilei-holdakat (felfedezve az Europa vízóceánját) és egy leszállóegység révén adatokat küldött a légkörből is.

##### Szaturnusz

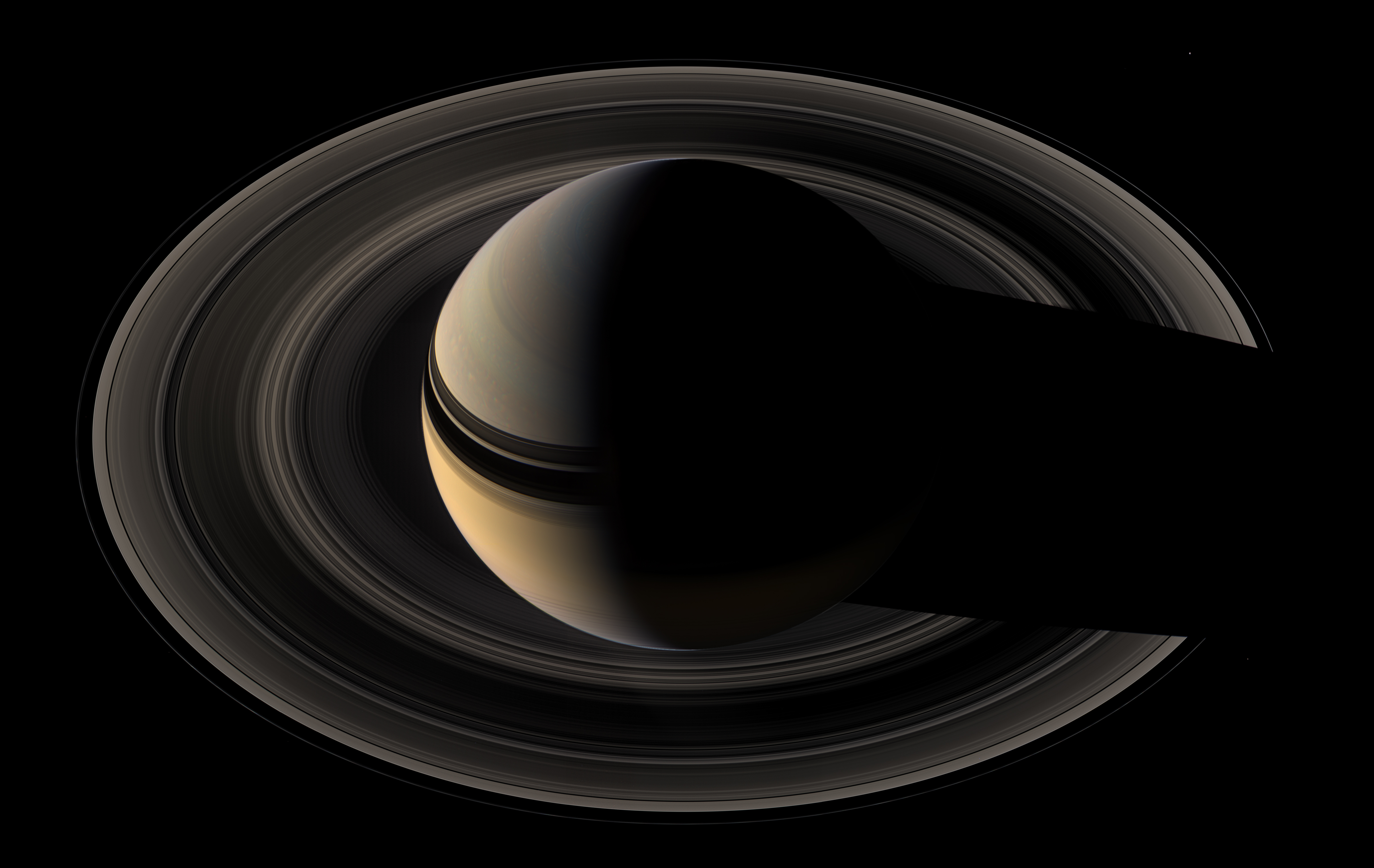
A Szaturnusz a Cassini szonda által készített fényképen, a Nappal ellentétes oldalról nézve

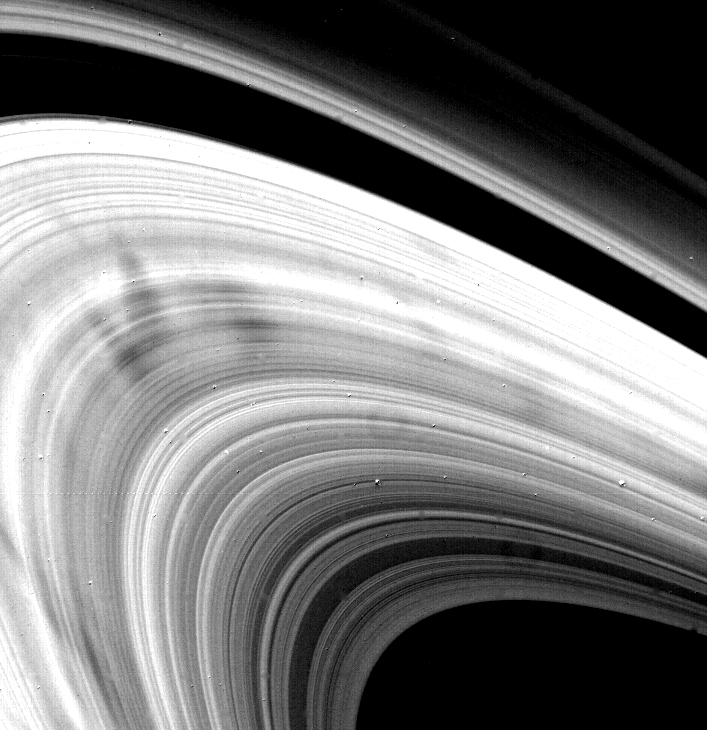
A gyűrűrendszer és a felette mozgó küllők a Voyager–1 felvételén

A Szaturnusz a Naptól számított hatodik bolygó, a Jupiterhez hasonló óriásbolygó, a második legnagyobb a bolygók között, besorolása szerint a Jupiterrel, az Uránusszal és a Neptunusszal együtt óriásbolygó. Tömegét tekintve sokkal kisebb, mint a Jupiter – 95 földtömegű, a legnagyobb bolygó 317 földtömegével szemben –, ám térfogata csak 20%-kal kisebb, ebből eredően sokkal kisebb sűrűségű is, az egyetlen bolygó, amelynek átlagsűrűsége kisebb, mint a víz. Nevét a római Saturnus istenségről kapta, a görög Kronosz isten – Zeusz főisten apja – megfelelőjéről. Felépítését tekintve kissé különbözik a nagyobb testvérétől, bár ugyanúgy a hidrogén és a hélium a fő alkotóeleme, a hidrogén sokkal nagyobb részarányt képvisel. A Szaturnusz esetében is feltételezhető egy szilárd sziklás, vagy vízjeges mag létezése. A légkör ennél a bolygónál is tartalmaz metánt, ammóniát valamint etánt.
A Szaturnusz átlagos távolsága a Naptól eléri az 1,4 milliárd kilométert – 9 CsE-et –, ezzel a bolygó 29 és fél év alatt tesz meg egy kört a Nap körül. A pálya napközel és naptávolpontja között 155 millió kilométer a különbség, azaz a bolygó a Föld pályájának méretével szinte megegyező pályaexcentricitást produkál. A saját tengely körüli forgása is hasonló a Jupiteréhez, 10 óra 32 és 10 óra 47 perc között tesz meg egy tengely körüli fordulatot, előbbit a légkör egyenlítői zónája, utóbbit sarki régiók. A kisebb sűrűség és a gyorsabb forgás miatt a Szaturnusz a Jupiternél is lapultabb, a sarki átmérője az egyenlítőinél 10%-kal kisebb.
A bolygó felépítését a Jupiteréhez hasonlónak gondolják a kutatók – direkt megfigyelés még nincs róla –, a szilárd mag körül fémes hidrogén, feljebb folyékony hidrogén és hélium, még feljebb ugyanez a két anyag gáznemű rétege található, ez utóbbi nagyjából 1000 km-es rétegben. A bolygó belseje igen forró, a magjában a 11 700 °C-ot is eléri a hőmérséklet. A bolygó 2,5-szer több hőt bocsát ki környezetébe, mint amennyit a Naptól befogad. A Szaturnusz légköre is nagyban hasonlít a Jupiteréhez, legfeljebb az összetétele más: 96,3% hidrogén, 3,25% hélium alkotja, amelyet nyomokban ammónia, acetilén, etán, foszfin és metán dúsít. A felhők is hasonlóak, ammónia kristályokból, ammónium-hidroszulfidból és vízből állnak. A légkör ennél a bolygónál is sávokra osztódik, itt is különböző sebességgel és esetenként ellentétes irányban keringenek a felhők a légkör tetején és itt is turbulenciák, viharok keletkeznek a sávok határvonalán. Viszont a Szaturnusz légköri sávjai sokkal halványabbak és a sávok szélességi arányai is eltérőek, itt az egyenlítői sávok a dominánsak, a magasabb szélességeken levő sávok keskenyebbek. A Szaturnusz felső légköre rendkívül turbulens, a Naprendszer legnagyobb sebességű szeleit itt mérték, a Voyager űrszondák 1800 km/h-s sebességet is rögzítettek.
A Szaturnusz legegyedibb jellegzetessége a hatalmas, látványos gyűrűrendszere. A bolygó egyenlítői síkjában, a felszíntől számított 6630 és 120 700 kilométer között egy mindössze 20 méteres átlagvastagságú, főként vízjégből álló, apró rögök alkotta, hét fő – azon belül viszont több ezer egyedi – gyűrűt formázó gyűrűrendszer kering. A keletkezésére két különböző elmélet létezik, napjainkig még nem dőlt el egyik javára sem a vita: a gyűrűk vagy egy olyan holdból származnak, amely túl közel került az anyabolygóhoz és az árapályerők darabokra törték, vagy még a bolygó keletkezéskori idejéből származó törmelékdarabok pályára rendeződéséből származik. A Voyager–1 furcsa képződményeket fedezett fel a gyűrűkön, az ún. küllőket. A küllők a gyűrűk felett mozgó sötétebb, sugárirányú anyagsávok, amelyek létezését később a Galileo szonda is megerősítette, és amelyek a mágneses erővonalak mentén összegyűlő, lebegő porból jönnek létre.
Az óriásbolygó a nagyobb testvéréhez hasonlóan nagyszámú égitestből álló holdrendszert keringet. Jelenleg 61 ismert holdja van, köztük azonban csak egyetlen nagyobb található, a Titán. Ez a hold egyedülálló a Naprendszerben: a holdak közül ennek van egyedül légköre. A Titán mellett még további hat nagyobb hold kering a Szaturnusz körül, a Mimas, az Enceladus, a Tethys, a Dione, a Rhea és a Iapetus, ezek a holdak azonban korántsem akkorák, mint a Titán, vagy a Jupiter nagyobb holdjai, mindössze 400 és 1530 kilométer közöttiek, azaz a Föld holdjának 11–45%-a közöttiek. A Titán légköre feltételezések szerint hasonlít a Föld ősi légköréhez, felszínén pedig metántavak találhatóak. A holdak felfedezése, azonosítása nehéz a Szaturnusz bolygó esetében, mivel nehéz eldönteni, hogy mi számít önálló holdnak és mi számít a gyűrűrendszer részének.
A Szaturnusz a legtávolabbi bolygó, amelyet még szabad szemmel meg lehetett figyelni, ezért az ősi idők csillagászai is ismerték, pályáját leírták. Tudományos felfedezése úgyszintén Galileo Galileivel kezdődött. Az olasz csillagász 1610-ben vizsgálta meg először távcsövön át a bolygót, és arra a következtetésre jutott, hogy két oldalán két hold kering (a kezdetleges távcső felbontása nem volt olyan jó, hogy gyűrűkként azonosíthassa a gyűrűrendszert). Később a távcsőtechnika fejlődésével felfedezték a gyűrűket és a legnagyobb holdakat. A bolygó részletes megismerése az űrkorszakban kezdődött. A legelső látogató a Pioneer–11 volt, amelynek azonban csak kis felbontású felvételekre futotta a magával vitt technikából, viszont keresztülrepülve az egyik gyűrűrésen megállapította, hogy a rés is tartalmaz anyagot, csak ritkábban, mint a gyűrűkben. A Pioneer szondát a Voyager–1 követte 1980 novemberében, majd a Voyager–2 1981 augusztusában. A két szonda már korszerű fényképezőgépekkel érkezett az óriásbolygóhoz, részletes felvételeket küldve a légkörről, valamint néhány holdról. A Titánról ekkor bizonyosodott be, hogy a felhőzete átlátszatlan. Ezután közel negyedszázad kellett, hogy újabb kutatóeszköz érjen a gyűrűs bolygóhoz, a Cassini–Huygens szonda 2004 júliusában érte el a Szaturnuszt, és a mai napig végzi kutatási programját a rendszerben. Legnagyobb felfedezése a Titán feltételezett metántavainak megtalálása és vízgejzírek felfedezése az Enceladuson, valamint újabb holdak felfedezése. A bolygót nemcsak az oda küldött szondák kutatják, hanem a Föld körüli pályán keringő obszervatóriumok is. Ennek keretében a Spitzer űrtávcső 2009-ben egy mindennél távolibb, óriási porgyűrűt fedezett fel a Szaturnusz körül. Ennek a gyűrűnek a belső széle 6 millió kilométerre található a Szaturnusztól, és szintén 6 millió kilométer a vastagsága. Ez a gyűrű port, jeget és törmelékeket tartalmaz.

##### Uránusz

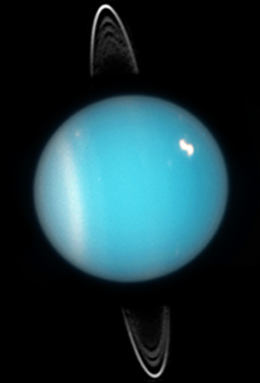
Az Uránusz a Hubble űrtávcső 2005-ös felvételén

Az Uránusz a Naprendszer hetedik bolygója, a gázóriások közül a harmadik legnagyobb átmérőjű, de a legkisebb tömegű. A bolygó nem illeszkedik a Jupiter és a Szaturnusz kezdte sorba, összetétele és szerkezete is eltér a két legnagyobb bolygótól és inkább a Neptunusszal alkot párt. A kicsit több mint 14 földtömegű óriásnak is van egy kicsi, nagyjából 0,5 földtömegű szilárd, sziklás magja. A bolygómagot egy vastag, különböző anyagokból kifagyott jégből álló köpeny burkolja be, ez a réteg képviseli a legnagyobb tömegrészt, 9,3–13,5 földtömegnyit. Míg a Jupiternél és a Szaturnusznál a légkör alkotja a tömeg túlnyomó részét, az Uránusz légköre szinte jelentéktelen a 0,5–3,7 földtömegű. Eltérést jelent még az Uránusz összetétele, főként a légköré. A fémes és folyékony hidrogén helyett ennél a bolygónál vízjég, metánjég és ammóniajég alkotja a köpenyt és a légkörben a hidrogén és a hélium mellett jelentős mennyiségű (több mint 2%) metán is jelen van, ez okozza az Uránusz kék színét.
A nagybolygók közül ez volt az első olyan, amelyet nem ismertek az ókor megfigyelői, hanem csak a csillagászat modern érájában, a távcsöves megfigyelések korszakában fedezték fel. Bár több csillagász is megfigyelte 1690 és 1769 között a bolygót – csillagként azonosítva –, felfedezését Sir William Herschelnek tulajdonítjuk, aki távcsövével 1781. március 13-án pillantotta meg először az Uránuszt, igaz először ő is üstökösként azonosította, csak a több napon át tartó folyamatos megfigyelés és az objektumnak a csillagos háttér előtt való elmozdulása után jött rá, hogy bolygót fedezett fel. Ennél a bolygónál a névadás is érdekes procedúra volt, hisz nem volt az ősidőkből eredő neve: a felfedező csillagász kapott jogot az elnevezésre és ő a Georgius Sidus (György csillaga) nevet adta neki pártfogója, az akkori angol király után. Az Anglián kívüli világ azonban ezt nem fogadta el és más neveket keresett. Felmerült a Herschel név a felfedező után, végül azonban a római mitológiát választották vezérfonalnak, és abból a gondolatmenetből, hogy Jupiter apja Szaturnusz volt, Szaturnuszé pedig Uránusz, így a bolygók sorrendje is egyezzen meg az isteni családfa vonalával, az Uránusz név került ki győztesen a vitából.
Az Uránusz átlagos naptávolsága 3 milliárd kilométer (20 CsE), Nap körüli keringési ideje 84 év. A bolygó forgástengelye 97,77°-ot zár be az ekliptika síkjával, azaz az égitest gyakorlatilag „az oldalán fekszik”. Nagy valószínűséggel egy korábbi nagyobb ütközés változtatta meg ennyire a bolygó tengelyferdeségét. Emiatt a furcsa helyzet miatt a sarkokat több napsugárzás éri, mint az egyenlítői régiókat (igaz, a felhőzet tetejét a Földre érkező sugárzás csupán 0,25%-a éri), így mindkét féltekén 42 földi évig van nappal, majd 42 évig éjszaka. Érdekes módon azonban a napsugárzás ilyen szokatlan eloszlása ellenére az egyenlítői régió melegebb, mint a nappali oldalon levő sarki.
A bolygóóriás körül jó néhány hold kering – szám szerint 27 –, köztük azonban csak öt tekinthető valódi holdnak, a többi befogott aszteroida. A Miranda, az Ariel, az Umbriel, az Uránusz-holdak közül legnagyobb Titánia és az Oberon mind jégből és szilikátokból felépülő, alacsony sűrűségű objektum. Érdekes módon a holdak neveit nem a megszokott mitológiai nomenklatúra szerint választották ki, hanem William Shakespeare és Alexander Pope képzeletbeli drámai hősei közül jelölték ki. 1977-ben amerikai csillagászok véletlenszerűen fedezték fel a gázóriás gyűrűrendszerét, amelyet később a Voyager-2 fényképezett le. Az Uránusz gyűrűrendszere bonyolultságát, felépítését tekintve a Szaturnuszéhoz hasonló, a fő különbség annyi, hogy az Uránusz gyűrűi nagyon vékonyak, mindössze pár kilométer szélesek.
Az Uránusz rendszerénél eddig mindössze egyetlen kutatóeszköz, a Voyager–2 járt. A szonda 81 500 kilométerrel – a legbelső hold, a Miranda pályáján jóval belül – repült el a bolygó mellett, és elsősorban a légkör összetételét mérte. Tíz új hold megtalálása mellett a bolygó kiterjedt gyűrűrendszere létének igazolása is a szonda teljesítménye volt, de a mágneses mező első felmérése, a sugárzási övek észlelése is a sikeres kutatási program része volt.

##### Neptunusz

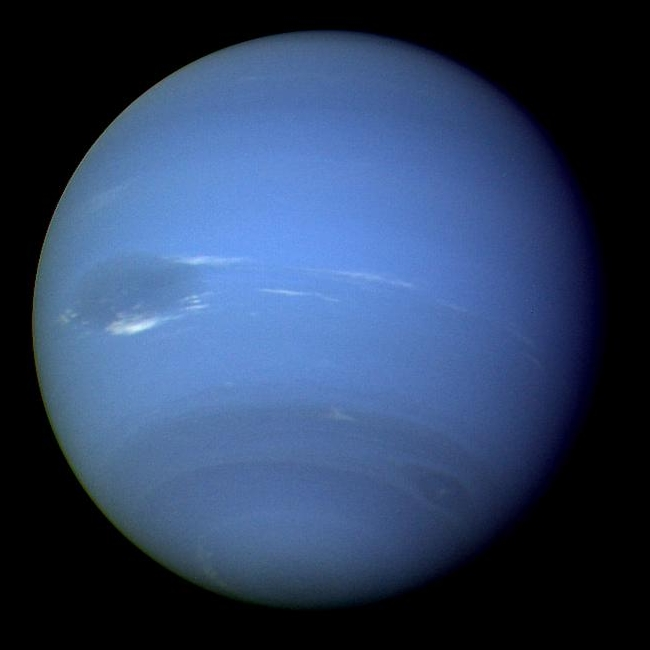
A Voyager–2 felvétele a Neptunuszról

A Neptunusz a Naptól számítva a nyolcadik, legkülső bolygó a Naprendszerben. A negyedik legnagyobb átmérőjű, és a harmadik legnagyobb tömegű óriásbolygó, összetételét, felépítését tekintve az Uránusz ikertestvére. A hozzávetőleg 17 földtömegű bolygó 20 százalékkal nehezebb, mint az Uránusz, az átmérője viszont 5 százalékkal kisebb, és ennek is szilárd, jégből álló magja van. A légköre is nagyon hasonló az Uránuszéhoz – és kissé eltérő a Jupiterétől és a Szaturnuszétól –, fő alkotóelemei a hidrogén és a hélium, kisebb, de még mindig jelentős mennyiségben pedig metánt tartalmaz (ez az anyag felelős egyébként a bolygó kék színéért).
A Neptunusz és a Nap közötti átlagos távolság 4,55 milliárd kilométer (30,1 CsE), egy neptunuszi év így 164,79 földi évig tart (a felfedezése óta még csak egy teljes keringést tett meg). A nap körüli pályája a Földéhez hasonlóan nagyon közelít a körhöz, excentricitása mindössze 0,011, a napközel- és naptávolpont között mindössze 101 millió kilométer van. A neptunuszi nap hossza 16,11 óra, bár mivel gázbolygóról van szó az atmoszféra egyes sávjainak különböző a forgási ideje, így a sarki régiók 12, az egyenlítői zóna pedig 18 óra alatt tesz meg egy fordulatot.
Bár a feljegyzések szerint már Galilei is észlelte a bolygót – és tévesen csillagként azonosította – , a tényleges bolygókénti felfedezés 1846 szeptemberéig váratott magára, amikor Johann Galle bejelentette a felfedezést. A bolygó létét az Uránusz megfigyeléséből sejtették meg a csillagászok, a másik gázbolygó pályáját valami háborgatta, valamilyen tömegnek kellett a közelben lennie, ez a tömeg nem lehetett más, mint egy bolygó. Urbain Le Verrier és John Couch Adams számításai alapján többen is pásztázták az eget, végül Galle találta meg a Verrier által jelzett égrész mellett mindössze egy foknyira a kék korongot. Színe miatt a bolygót később Neptunuszról, a tengerek római istenéről nevezték el az Uránuszhoz hasonlóan hosszú folyamat végén (amelyben felmerült a felfedező és a pályaszámításokat végző Verrier neve is).
A bolygónak 14 ismert holdja van, ezek közül csak egyetlen nagyobb, a Triton. A Triton a Neptunusz-holdrendszer tömegének 99,5%-át teszi ki egyedül, a többi hold a nagyobb gázbolygóhoz hasonlóan befogott aszteroida. A Triton abban is különleges, hogy a bolygó körüli keringése ellentétes (retrográd) irányú a Naprendszerben általános keringési irányhoz képest, emiatt a Kuiper-övben kialakult törpebolygónak gondolják a kutatók, amelyet befogott a bolygó gravitációja és keringésre kényszerített. A többi gázbolygóhoz hasonlóan a Neptunusznak is van gyűrűrendszere. Ez három fő gyűrűből áll, jég és por részecskék alkotják és a legkülső már nem is teljes gyűrű, csak néhány ív.
A Neptunuszt az Uránuszhoz hasonlóan mindmáig egyetlen űrszonda, a Voyager–2 érte el, ez az egyetlen eszköz, amelynek megfigyelései révén mérések, képek állnak rendelkezésünkre. A bolygóhoz legközelebb a Nereid hold melletti elrepülés után, 4950 kilométerre volt a szonda, de aznap még egy Triton közelrepülés is szerepelt a programban. A Voyager összesen hat új holdat fedezett fel, képeket küldött a gyűrűkről, méréseket készített a mágneses mezőről és képek tucatját küldte a légkörről, amiből különösen aktív időjárás képét olvasták ki a kutatók. Ennek a képnek a része például a Naprendszer legnagyobb mért szélsebessége, a szonda több mint 2100 km/h-s légmozgást mért, vagy szintén része a képnek a Nagy Sötét Folt, amely a Jupiter Nagy Vörös Foltjához hasonló óriási ciklon.

### Törpebolygók
A törpebolygó a csillagászati terminológia legfrissebb kifejezése, az égitestek osztályozási rendszerének legújabb tagja. Törpebolygónak osztályozza a csillagászat azt az égitestet, amely az új bolygódefiníció egyik feltételét – a Nap körüli pályájának tisztára söprését – nem teljesíti. Ha a feltételek teljesítésének irányából vizsgáljuk, akkor pedig azok az égitestek számítanak törpebolygónak, amelyek a Nap körül keringenek és elég nagyok hozzá, hogy a saját gravitációjuk gömbformára alakítsa őket. Nem tévesztendők össze a kisbolygókkal, vagy más néven aszteroidákkal. Jelenleg kilenc, a feltételeket bizonyítottan teljesítő törpebolygót tartunk nyilván:
- Pluto,
- Haumea,
- Makemake (136472 vagy 2005 FY9)
- Ceres
- Eris
- Quaoar
- Sedna
- Orcus
- Gonggong

A törpebolygók két helyen fordulnak elő a Naprendszerben, a fő aszteroida övben és a Kuiper-övben. A jelenlegi öt ismert és a feltételeket bizonyítottan teljesítő objektum mellett további legalább 40 objektum esélyes, hogy elnyerje a törpebolygó státuszt a későbbiekben a konkrét megfigyelési adatok alapján, de ez a szám tovább nőhet a megfigyelési technikák fejlődése nyomán.
Az alábbi táblázat összehasonlítja a legfontosabb jellemzőket

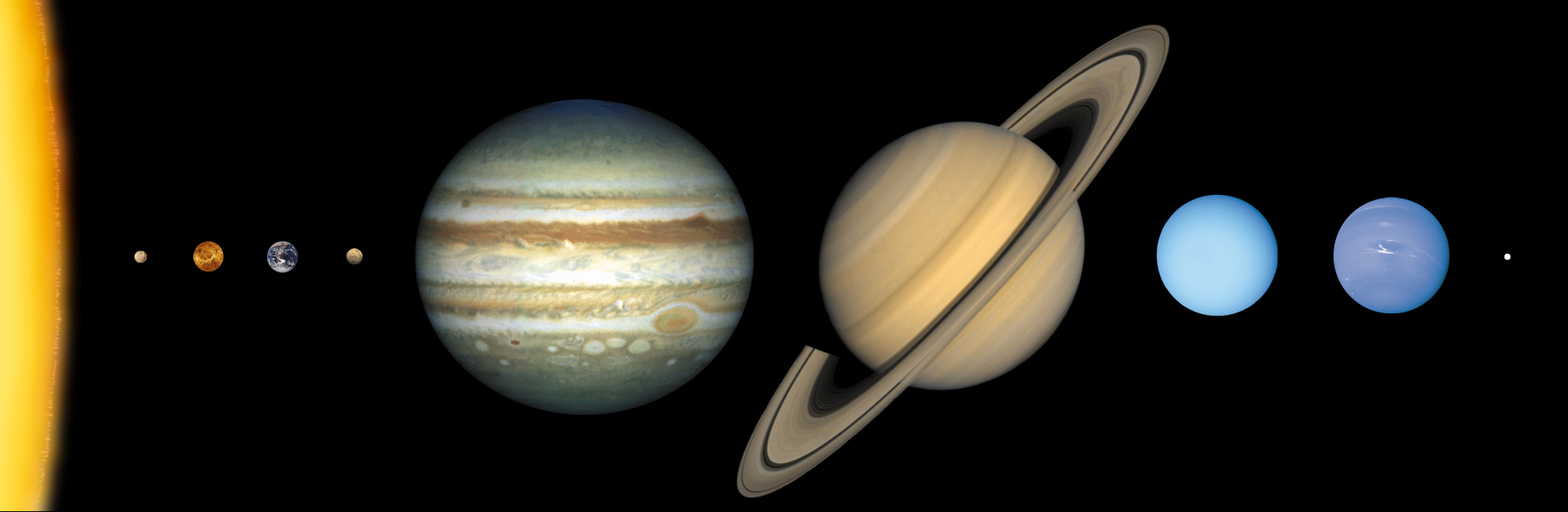
A Nap és a bolygók méret-, de nem távolságarányos képe

| Jellemző     | Föld-típusú bolygók     | Óriásbolygók | Törpebolygók                          |
| ------------ | ----------------------- | --- | ------------------------------------- |
| Összetétel   | legfőképp szilárd anyag | főként gáz | szilárd anyag                         |
| Térfogat     | a Földéhez hasonló      | a Földénél nagyságrendekkel nagyobb | A Földénél jóval kisebb[pontosabban?] |
| Holdak száma | kettő vagy kevesebb     | a Szaturnusznak jelenleg 276 holdját ismerjük (ebből néhány a gyűrűrendszerében van) és egyre többet fedeznek fel, a Jupiternek 83 holdja ismert | 4 vagy kevesebb (de a holdak kicsik)  |

### Holdak
A hold definíció szerint olyan égitest, amely valamely bolygó körül kering (ugyanakkor a definíciótól eltérően a kisbolygók körül keringő égitesteket – mint például az Ida kisbolygó körül keringő Dactylt – is hold néven szokás említeni). Fontos kritérium, hogy a bolygó és holdja alkotta rendszer tömegközéppontja, azaz a keringés központja a bolygó testének belsejébe essen. Amennyiben ez a feltétel nem teljesül, a párost kettősbolygónak nevezzük, ilyen esetben egyik sem tekinthető holdnak. A holdak többsége az anyabolygó hozzá képest aránytalanul nagy tömege miatt kötött forgású, vagyis a saját tengelye körüli forgása megegyezik a bolygó körüli keringés idejével, azaz ez a többség mindig ugyanazt a felét fordítja a bolygója felé. Az ez alóli kivételek a gázbolygók legkülső holdjai és Szaturnusz Hiperion holdja, amelynek forgási periódusát a Titán óriáshold hatása befolyásolja.

Vulkánkitörés a Jupiter Io holdján

A holdak eloszlása Nap körüli elhelyezkedésük szerint egyenetlen. A belső Naprendszerben mindössze három példány kering a több mint százhetven ismert és tucatnyi holdként még meg nem erősített égitest közül (kevesebb, mint 1%), a Föld holdja, és a Mars körül keringő Phobosz és Deimosz, ráadásul mindkettő inkább tekinthető különlegesnek, mintsem normál keletkezésű holdnak: a mi Holdunk egy óriási becsapódás miatti reakkrécióval keletkezett, míg a Mars körül keringő két objektum befogott aszteroida. Holdunk kis híján akkora méretű, hogy csaknem kettősbolygó lehetne a Földdel együtt, a rendszer közös tömegközéppontja alig a Föld kérge alatt található, éppen hogy a bolygó belsejében. A Plútó-Charon páros viszont mondható kettősbolygónak mert a tömegközéppontjuk nem a Plútóban van. A holdak igazi „élettere” a külső Naprendszer. A legtöbb hold – szám szerint 63 – a legnagyobb bolygó, a Jupiter körül kering, mögötte alig lemaradva következik a Szaturnusz 61 természetes kísérővel.
A Naprendszerben többféle osztályozás is létezik a holdakra. Keringésük tekintetében normál és retrográd keringésű holdakat különböztetünk meg. Keletkezésük helye szerint az adott bolygó körül keletkezett holdakat és befogott aszteroidákat különböztetünk meg. Előbbiek általában nagyobb méretűek, közel körpályán keringenek, normál keringési irányúak és nagy valószínűséggel a Naprendszer akkréciós korongjának ősi anyagából keletkeztek. Utóbbiak valószínűleg szintén ebből az anyagból keletkeztek, ám valahol egészen máshol (jellemzően valamelyik aszteroida-övben, esetleg az Oort-felhőben) és valamilyen ütközés vagy gravitációs perturbáció folytán kerültek közel egy-egy bolygóhoz, amelyek hozzájuk képest hatalmas tömegvonzása befogta és más pályára állította őket. Ezen égitestek pályája általában elnyúlt ellipszis, esetenként a bolygó egyenlítői síkjával szöget bezáró, és több esetben retrográd irányú is. Méretük szerint megkülönböztetünk óriásholdakat, közepes holdakat és apró holdakat.
A holdak között is van lehetséges jelölt, amelyen az élet kifejlődhet(ett), elsődlegesen a jégkéreg alatti óceánt is tartalmazó Europa, de a Callistót is esélyesnek tartják a tudósok, mivel ennek a holdnak is vízóceán lehet a jégfelszíne alatt. Az óriási gázbolygók és kis holdjaik között feszülő hatalmas árapály-erők miatt a legaktívabb naprendszerbeli vulkáni tevékenység is ezeket a holdakat jellemzi. A Jupiter Io holdja a vulkánilag legaktívabb égitest az egész Naprendszerben, de több holdon is megfigyelhetők gejzírek.

### Kisbolygók és meteoroidok

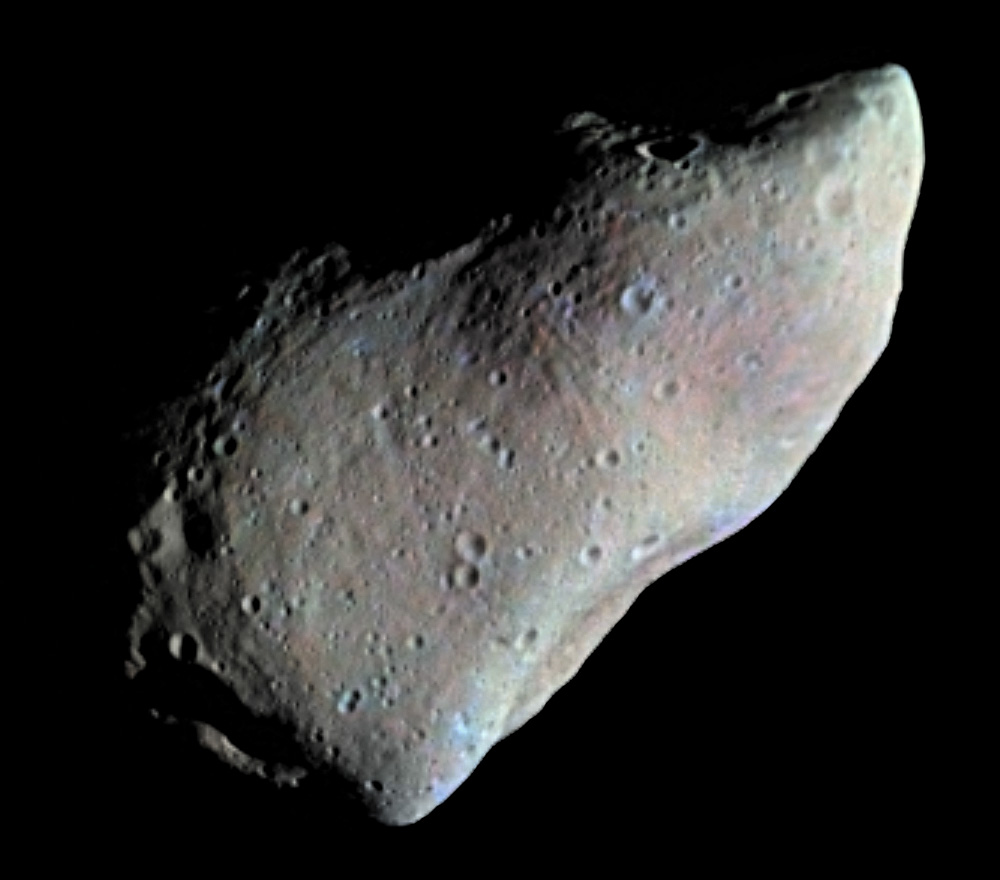
A Gaspra kisbolygó a Galileo szonda fotóján

A 2004 FH földsúroló kisbolygó elmozdulása a háttércsillagok előtt, földközelben. A képen jobbról átszáguldó fehér csík egy műhold nyoma

Az előzőekben tárgyalt nagyobb égitest mellett számtalan más objektum is kering a Naprendszerben, 2008 elején mintegy 280 000 volt azon ismert aszteroidák száma, melyek mérete meghaladta az 1 kilométert, ez a bolygókeletkezés „maradéka”. A kisebb égitesteket méret és összetétel szerint is alcsoportokba szokás sorolni, ám megkülönböztetésük nem könnyű, lévén nincsenek pontos definíciók rá és az átmenet az egyes csoportok között nem kategorikus. Így ebben a maradék anyagban találhatóak a kisbolygók, üstökösök, meteoroidok, és porszemek. A kisbolygók, meteorok és a kozmikus porszemek között folyamatos a méretbeli átmenet. A felső mérethatár a bolygó-, valamint törpebolygó-definíció inverzeként vezethető le: eszerint a gömbforma felvételéhez szükséges egy tömeghatár, így amely égitest nem éri el ezt a tömeghatárt (és értelemszerűen a gömbformát), az már kisbolygónak tekinthető. A kisbolygók és üstökösmagok között pedig összetételbeli különbség tapasztalható, az előbbiek építőanyaga a vas, szén, vagy különböző szilikátok, míg az utóbbiaké különböző illó anyagok, elsősorban vízjég és más jegek, amelyekből a napsugárzás párologtatni, majd csóvát alakítani képes. A meteoroidoknak is létezik egy kézzelfogható felső határa, a 10 cm átmérő alatti kődarabokat hívjuk meteoroidnak, alsó határ azonban itt sincs, a porszem méretig meteoroidról beszélünk.
A Naprendszerben a különböző gravitációs hatások, korábbi perturbációk miatt mindenütt találhatók kisebb-nagyobb sziklák, aszteroidák, azonban eloszlásuk nem egyenletes, a máig fennmaradt a Naprendszer keletkezése korából egy struktúra, amelyben a kisbolygók néhány kitüntetett térrészben találhatók meg zömmel.
Fő aszteroidaöv
A legtöbb ismert kisbolygó a Mars és a Jupiter között elhelyezkedő aszteroidaövben kering a Nap körül. Ebben a formációban több százezer objektum kering az ekliptika síkjában a kisebb kődaraboktól egészen a törpebolygó méretig. Felfedezésük idején – az 1800-as évek elején – még úgy gondolták a korabeli csillagászok, hogy egy korábbi bolygó darabokra töréséből származó törmelékből áll a kisbolygóöv. A modern kori csillagászat megfordította a keletkezés-elméletet: ma úgy gondoljuk, hogy nem egy bolygó maradványairól, hanem egy soha össze nem állt bolygóról van szó. A bolygókeletkezés során a planetezimálok úgy növekednek és híznak végül bolygóvá, hogy a törmeléktől tisztára söprik a pályájuk mentén a teret, itt viszont pont egy ilyen tisztára nem söpört pályáról van szó. A kisbolygóövben kétségtelenül jelen levő bolygócsírákat a Jupiter gravitációs zavaró hatása akadályozta meg az összeállásban. Az ebben az övben található objektumok nagy valószínűséggel nem a Naprendszer keletkezésének korai szakaszából származó ősi anyagból állnak, hanem jelentősen átalakították őket a különböző kölcsönhatások, az ütközések, a napszél, a mikrometeoritok bombázása.
A kisbolygóövben lévő anyag rendkívül csekély, mindössze kétmilliárdod naptömeg, azaz nagyjából a Hold tömegének 4%-a. Az itt található legnagyobb objektumok a Ceres törpebolygó, a 4 Vesta, a Pallasz és a Hügieia kisbolygók. Az övben az anyag eloszlása rendkívül ritka, az eddig rajta áthaladó űreszközök minden baj nélkül átjutottak rajta.
Kuiper-öv
A másik, a fő aszteroidaövben keringő égitesteknél valószínűleg több objektumot tartalmazó öv, amely a Neptunuszon túl terül el. A kisbolygók ezen tárházát a megfigyelési technikák korlátai miatt ma még kevésbé ismerjük, csak a legnagyobb tagjait képesek megfigyelni a csillagászok. Itt már sokkal inkább a Naprendszer keletkezése óta érintetlen, ősi anyaggal találkozhatunk, elsősorban jégből álló objektumokkal, üstökösmagokkal. Az anyag eloszlása itt is rendkívül ritka és itt is a törpebolygó mérettől egészen a porszem méretig találhatóak égitestek. A legismertebb Kuiper-objektum a Pluto (és holdja, a Charon).
Trójai kisbolygók
A trójai kisbolygók, vagy más néven trójai csoport egy kisbolygócsoport gyűjtőneve, amelyek speciális pályán, három bolygó és a Nap közös Lagrange-pontjai közelében keringenek, bolygójukat a keringésében megelőzik, vagy követik. Eddig a Mars, a Neptunusz és a Jupiter pályáján figyeltek meg ilyen objektumokat, előbbi kettőnél a számuk rendkívül csekély (4 és 5 darab), utóbbi esetében viszont jelentékeny számú, így leginkább a Jupiterhez kötődő égitesteket ismeri a közgondolkodás trójai kisbolygóként. Az objektumtípus egyedei a Nap körül keringenek, a bolygóval megegyező pályán, 60 fokkal előtte – az ún. L4 Lagrange-pontban – és 60 fokkal utána – az L5 Lagrange-pontban – haladva a pályán. Ezen objektumok pályaelemei rendkívül stabilak, évmilliós léptékben stabilak maradhatnak. Maguk az objektumok másutt keletkezett és itt stabil pályára került aszteroidák és üstökösmagok lehetnek.
A trójai kisbolygók elnevezése onnan ered, hogy a Homérosz Iliaszából eredően a trójai csata szereplőiről kapták az égitestjei a nevüket. A bolygó előtt haladók a „trójaiak”, a mögötte haladók a „görögök”.
Földközeli objektumok
Jó néhány olyan objektum is van, amelyek nem az aszteroidaövekben és nem is nagybolygók vonzásától befolyásolva keringenek, hanem valamely korábbi gravitációs hatás miatt szabadon mozognak Nap körüli pályájukon. Ezek közül megkülönböztetett figyelmet érdemelnek a Földhöz ütközés potenciális veszélye miatt az ún. földközeli objektumok, vagy más néven földsúroló kisbolygók. Ezek az égitestek definíció szerint 1,3 CsE távolságon belül és a Föld pályáját keresztezve keringő aszteroidák, üstökösmagok és meteoroidok. Az ütközések valószínűségét a Torino-skála írja le. A Földhöz ütközés eshetősége miatt szervezett csillagászati megfigyelési programok figyelik az eget, mivel egy nagyobb kozmikus baleset akár a földi élet teljes vagy nagymértékű kihalásához vezethet. Ilyennek tartják a dinoszauruszok 65 millió évvel ezelőtti kipusztulásával a katasztrófa-elméletek szerint kapcsolatba hozható meteorit-becsapódást. A veszélyt idejében fel kell ismerni.
A Föld körül sok anyag található az űrben, elsősorban kozmikus por és kisebb meteorok, kődarabok formájában. A porszemnyi méretű meteoroidok felhője okozza az állatöv mentén derengő állatövi fényt, a napfény derengő visszaverődését az említett kozmikus poron. A Földdel sok kozmikus anyag ütközik, naponta 20 tonna anyag hullik le az űrből, amelynek nagy része elég a légkörben. Amikor a meteoroidok belépnek a légkörbe, a létrejövő fényjelenséget meteornak vagy népiesen hullócsillag-nak nevezzük. A hullócsillagok általában homokszem méretűek, és a fényjelenséget a körülöttük ionizálódó levegő izzása okozza, nem az anyag „égése”. Néhány nagyobb meteor egészen a földfelszínig ér, ekkor már meteoritnak nevezzük.

### Üstökösök

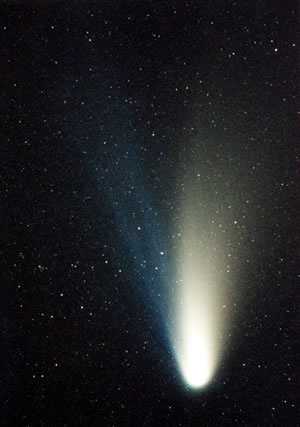
A Hale–Bopp-üstökös földközelben

Az üstökösök A Nap körül keringő, nagy excentricitású ellipszispályán mozgó kis méretű égitestek, melyek építőanyaga főként illékony anyagokból áll. Különleges tulajdonságuk, hogy felszínük a Naphoz közel kerülve felmelegszik és a felszín anyagának egy része gázzá alakul (szublimál), melynek során gáz, por és kisebb-nagyobb szilárd töredékek szabadulnak ki az üstökös fölépítésében meghatározó szerepű vízjégből. Ilyenkor „légköre” lesz, amit kómának hívnak. A napszél hatására ez a szublimált anyagfelhő elnyúlik a Nappal ellentétes irányba, ez a csóva. A felszabaduló poranyagra más erők hatnak, mint a főleg ionizált gázból álló csóvára. A csóva ezért a bolygóközi mágneses tér hatására nyeri el alakját, míg a porcsóva a Naptól sugárirányban kifelé tartó uszály alakját ölti.
Az üstökösök a Naprendszer legkülső részeiről, a Neptunuszon túlról, valószínűleg a Kuiper-övből és az Oort-felhőből kiindulva közelítik meg a Naprendszer belső területeit. A külső határvidékeken keringő égitesteknek a Naprendszer belseje felé elindulását mindig valamilyen gravitációs hatás, valamely óriásbolygó(k) perturbációja, vagy az Oort-objektumok esetében esetleg valamelyik szomszédos csillag hatása váltja ki. Az üstökössé váló égitestek pályája rendkívül sokféle lehet, nagyon sok közülük csak egyetlenegyszer jár a Nap közelében, aztán sose tér vissza. Azok azonban, amelyek valamilyen kisebb pályaperturbációt szenvednek el a nagybolygóktól, hosszú periódusú üstökösökké válnak. Amelyek több pályamódosuláson is átesnek, mivel valamely nagybolygóval – legtöbbször jellemzően a Jupiterel – többször is találkoznak, rövid periódusú, néhány évenként visszatérő üstökösökké válhatnak. A Naprendszer belső területeit leggyakrabban a már „honosult” üstökösök látogatják meg. Legismertebb közülük a Halley-üstökös. A rövid periódusú üstökösök fokozatosan elveszítik illóanyagukat és/vagy szétesnek (például a Tempel 1, vagy a Bennett üstökös), vagy kisbolygó-szerű égitestté válnak.
Az üstökösök kétféle módon kerülhetnek kapcsolatba a Földdel: meteorok, vagy becsapódások formájában. A keringésük során az üstökösök rengeteg poranyagot hagynak hátra, így valóságos anyagsávok maradnak hátra és keringenek tovább a Nap körül egy-egy keringésük után a Naprendszeren belül. Amennyiben ilyen anyagsávot keresztez a Föld Nap körüli pályáján, akkor jön létre a nagyon látványos meteorzápor, amit a köznyelv csillaghullásként ismer. Így például a leglátványosabbak közül a nyár végi Perseidák a Swift–Tuttle üstököshöz, a novemberi Leonidák pedig a Tempel–Tuttle üstököshöz kapcsolhatók, míg a leghíresebb üstökös, a Halley, az Orionidák meteorraj szülőüstököse. A másik lehetséges kapcsolat a Földdel egy-egy becsapódás. Mivel a Naprendszer külső fertályai felől a Nap felé tartó kométák keresztezik a Föld pályáját, fennáll az ütközésveszély, amely időnként be is következik. Az ilyen ütközési események mérettől függően helyi, vagy globális katasztrófák okozói is lehetnek. Lehetséges, hogy a tunguszkai eseményt, mely 1908 júliusában történt Szibériában, egy ilyen üstökös-töredék becsapódása és szétrobbanása okozta. Egyes feltételezések szerint a vizet is az üstökösök becsapódásai szállították a Földre, mivel a korai, izzó állapotban levő Földön nem maradhatott volna meg ez az anyag, annak azután kellett keletkeznie, hogy a földkéreg lehűlt.

### Kentaurok
Olyan jeges, üstökösszerű égitestek, melyek az üstökösöknél kisebb excentricitásúak, a Nap körül keringenek és pályájuk a Jupiteré és a Neptunuszé közé esik. A kentaurok pályája instabil, ráadásul keresztezi egy, vagy több nagybolygó pályáját, így az élettartamuk mindössze millió éves léptékben mérhető. Az életpálya végén vagy egy nagybolygónak ütköznek, esetleg befogja őket valamelyik gázóriás (mint például a legvalószínűbb ilyen objektum, a Szaturnusz Phoebe holdja), mások pedig a Napba zuhannak, megint mások pedig kiparittyázódnak a Naprendszerből. Némelyikük pályája jelenleg nem felel meg teljes mértékben a definíciónak, nem keresztezik egyik nagybolygó pályáját sem, ám ezek a pályák olyan instabilak, hogy a gázóriások pertubációs hatásai miatt hamarosan keresztezni fogják. Bár ezekről az objektumokról nagyon kevés adatunk van, éppen a nagyon instabil pályák miatt valószínűtlen, hogy ezek az objektumok ott keletkeztek, ahol ma keringenek. Helyette az eredetükre vonatkozó modellek szerint a Kuiper-öv és/vagy a szórt korong objektumai lehetnek, amelyeket valamilyen gravitációs hatás lökött beljebb Neptunuszon kívüli pályájukról.
Az objektumtípus a nevét arról kapta, hogy tagjai átmenetet jelentenek a kisbolygó és az üstökösmag között, félig ilyenek, félig olyanok. Jó néhány kentaur mutat üstökösre jellemző tulajdonságokat (gázkibocsátást és kómát), és a gravitációs pertubációk által a belső Naprendszerbe lökött kentaurok többsége rövid periódusú üstökös lesz. A legelső kentaurt, a Hidalgót 1920-ban fedezték fel, de nem tekintették egy külön égitest populáció tagjának. Külön égitesttípusként 1977-ben, a Chiron felfedezésekor határozták meg őket. A típus legnagyobb tagja a Chariklo, a maga 260 kilométeres átmérőjével, amely a fő aszteroida-öv átlagos méretű kisbolygóinak felel meg.

### Neptunuszon túli égitestek

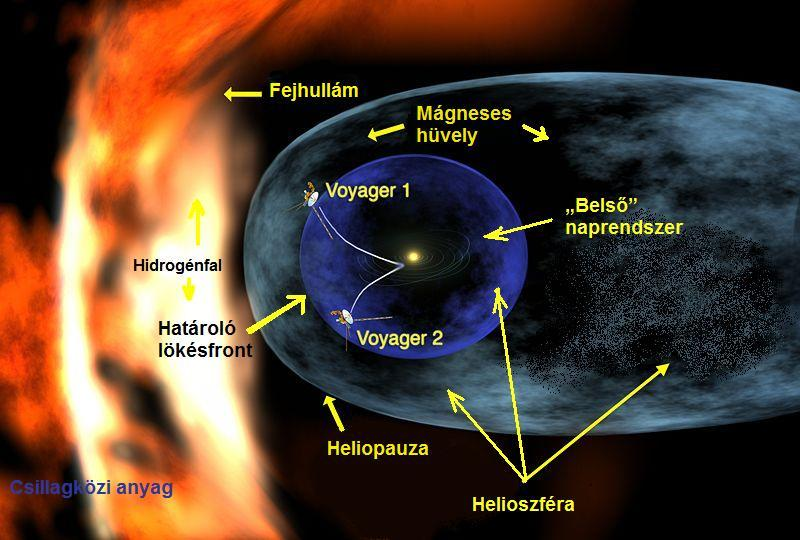
A Voyager űrszondák, amint elhagyják a belső Naprendszert (2008-as adatok)

Az összes olyan égitestet, amely a Neptunusz pályáján túl kering a Nap körül, Neptunuszon túli égitestnek nevezzük. A legelsőként, 1930-ban felfedezett ilyen objektum a sokáig a kilencedik bolygóként ismert Plútó volt. A következő Neptunuszon túli égitest felfedezésére 62 évet kellett várni, az (15760) 1992 QB1 jelű objektum 1992-es felfedezéséig, annak ellenére, hogy már a Plutó felfedezésekor megsejtették, hogy több ilyen aszteroidának is kell lennie az adott térségben. Az ezt követő szisztematikus kutatásban ezres nagyságrendben találtak 50 és 2500 kilométer közötti méretű égitesteket a csillagászok a Neptunuszon túli pályán. Ma az Eris az égitesttípus legnagyobb ismert tagja, amely egyben a legtávolabbi, közvetlenül megfigyelt, naprendszerbeli objektum is.
A Neptunuszon túli égitestek fő altípusai:
- Kuiper objektumok: a Naptól nagyjából 30 és 55 CsE közötti távolságban található úgynevezett Kuiper-övben keringő kisbolygók. Létezésüket több tudós is felvetette még a közvetlen megfigyelésüket megelőzően, végül egy Gerard Kuiper nevű holland-amerikai csillagász összegezte az ötleteket és vetette fel, hogy egy, a fő aszteroida övhöz hasonló égitest-övnek kell léteznie a Naprendszer külső részén. Később a közvetlen megfigyelések felfedezései nyomán róla nevezték el a valóban létező övet. Bolygókénti besorolásának megváltoztatása óta ebben a kategóriába sorolják a Plútót is. A Kuiper objektumokat további két alcsoportba szokás sorolni:
  - Klasszikus Kuiper objektumok: közel kör alakú pályán keringenek a Nap körül és nem háborgatja pályájukat sem a Neptunusz, sem más nagyobb tömeg. Tipikus példa erre az objektumtípusra a Makemake törpebolygó.
  - Rezonáns keringésben levő objektumok: a Neptunusszal 1:2, vagy 2:3 keringési rezonanciában levő objektumok, amelyekre a nagybolygó gravitációs hatást gyakorol. Ezen égitestek pályája általában elnyúltabb ellipszis és az ekliptika síkjával is szöget zár be. Tipikus példájuk a Plútó törpebolygó.
- A szórt korong objektumai: A Kuiper-öv külső szélének tekintett 50–55 CsE távolságon túli égitesteket a szórt korong tagjainak tekintjük. Ebben a térrészben olyan égitestek keringenek, amelyek pályája jellemzően nagyon elnyúlt – napközelpontjuk 30–35 CsE-re, naptávolpontjuk akár 100 CsE-re is tehető – és/vagy az ekliptika síkjától eltérő és meglehetősen instabil. Éppen emiatt az instabilitás és nagy fokú pályaexcentricitás miatt – amely az üstökösök jellemzője is – gondolják úgy a csillagászok, hogy a hosszú periódusú üstökösök egyik szülőhelye ez a térség. Az óriásbolygók gravitációs hatása nagyban befolyásolja ezeket az objektumokat, a perturbációk akár befelé, akár kifelé is lökhetik a szórt korong objektumait.
- Az Oort-felhő: A Naprendszer legkülső régiójának képződménye nagyjából 50 000 CsE, azaz úgy 1 fényév – sőt akár 100 000 CsE – messzeségbe is kiterjedhet. Az Oort felhő jeges égitestekből, főként üstökösmagokból áll, amelyek anyaga a feltételezések szerint a Naprendszer szülőanyagának ősi, szinte érintetlen maradványa. Az égitestek építőanyaga elsősorban fagyott víz, ammónia és metán lehet. A felhő a szomszédos csillagokkal is kölcsönhatásba lép időnként, amelynek hatására kifelé távozhat az anyaga a Naprendszerből, de befelé is lökődhet. Ezek a befelé induló objektumok számítanak a hosszú periódusú üstökösök legvalószínűbb fő forrásának.

A felhő a Kuiper-övhöz hasonlóan két fő részre osztható:
- Belső Oort-felhő: korong alakú, nagy kiterjedésű, jeges objektumokból álló öv.
- Külső Oort-felhő: gömb alakú, a Naprendszert körülölelő, az előbbihez hasonló jeges égitestekből álló gömbhéj.

A Neptunuszon túli objektumok megfigyelési programjai során az Oort-felhő égitestjeit nem sikerült még megfigyelni, mindössze négy olyan égitestet találtak a csillagászok – köztük a legnagyobb méretű Szednával – amelyek talán a belső Oort-felhő tagjai lehetnek. Ezek bár a keringési távolságaik szerint nem oda tartoznak, a felhő alakjának nem egészen pontos ismerete miatt mégis komoly esélye van, hogy ezek Oort-objektumok.
- 2016. január 20-án a Caltech két kutatója, Konstantin Batygin és Michael E. Brown közlése szerint indirekt bizonyítékot találtak arra vonatkozóan, hogy a Naprendszerben egy kilencedik bolygó is létezik, amelynek tömege a Föld tömegének 10-szerese, átmérője annak 4-szerese. Valószínűleg gázóriásról van szó.[75]

## A Naprendszer helye a galaxisban

### Közvetlen környezet

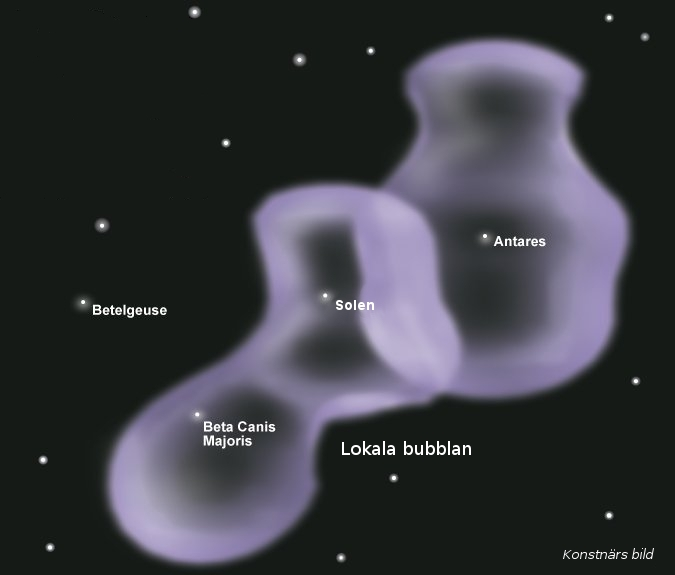
A Lokális Buborék ábrázolása (a középső térrészben a Nappal)

A Nap a Lokális Csillagközi Felhőn – egy nagyjából 30 fényév átmérőjű, sűrűbb anyagfelhőn – halad éppen keresztül, amely az egyébként 300 fényév átmérőjű üres alakzat, a Lokális Buborék része. Csillagunk közvetlen környezetét – a napszél által fújt buborékon kívüli teret – több ezer fokos plazma tölti ki, amelynek kialakulásáért korábbi szupernóva robbanások felelősek.
A Naprendszer csillagkörnyezete meglehetősen ritka, a legközelebbi csillag – az Alfa Centauri hármas rendszere – 4,4 fényévnyire van, és 10 fényéves körzetben is mindössze hét csillagrendszer 11 csillagát számlálhatjuk meg. Jelenleg az említett Alfa Centauri rendszer legkisebb komponense, a Proxima Centauri (vagy más jelöléssel Alfa Centauri C) vörös törpe esik legközelebb hozzánk, a rendszer másik két tagja, a szoros párost alkotó Alfa Centauri A és B – két Naphoz hasonló tömegű fősorozati csillag – 0,2 fényévvel van csak messzebb. A következő három legközelebbi csillag három vörös törpe, az 5,9 fényévre levő Barnard-csillag, a 7,8 fényévre levő Wolf 359 és a Lalande 21185. A soron következő csillag a Szíriusz, egy nagyjából két naptömegnyi méretű, fényes fősorozati csillag – az egész éjszakai égbolt legfényesebb csillaga –, amely 8,6 fényévre található és amely körül egy fehér törpe, a Sirius B kering. A 10 fényéves sugáron belül még két jelentéktelen csillag található, a Luyten 726-8 vörös törpékből álló kettőse és a Ross 154 egyedül álló vörös törpe. A legközelebbi, Naphoz hasonló, egyedül álló, hasonló tömegű fősorozati csillag az Epszilon Eridani, amely 10,5 fényévnyire található. Ráadásul e körül a csillag körül bizonyítottan kering egy bolygó is – az Epszilon Eridani b –, egy másfél jupitertömegű óriás, amely 6,9 év alatt kerüli meg csillagát.

### Galaktikus környezet
A Naprendszer a Tejútrendszer 200 milliárd csillagrendszerének egyike, amely a spirálgalaxis Orion spirálkarjában helyezkedik el. A Nap (és vele az egész bolygórendszer) a 100 000 fényév átmérőjű küllős spirálgalaxis központjától mintegy 25 000–28 000 fényév távolságra kering és nagyjából 225–250 millió év alatt tesz meg egy teljes fordulatot. Ezt a teljes fordulatot nevezzük kozmikus évnek. A Napnak, mint minden csillagnak megfigyelhető a keringés közbeni saját mozgása is, amelynek meghatározható a látszólagos iránya is: a Nap a Lant és a Hercules csillagkép közötti, a Vega csillaghoz közeli pont felé halad.
A Naprendszer tejútrendszerbeli elhelyezkedése modellszámítások szerint az élet kialakulásához is kedvező adottságnak tekinthető, egyúttal kijelöl egyfajta galaktikus értelemben vett lakhatósági övezetet is. Csillagunk a Tejútrendszer központja körül közel körpályán kering, így mindig megfelelően távol marad a központ zsúfoltabb régióitól, ahol a sűrűn elhelyezkedő csillagok nagyobb gravitációs perturbációs hatást fejtenének ki, a bolygópályákat megzavarva, az Oort-felhő objektumait sokkal sűrűbben a Nap felé taszítva, és így sűrűbb bombázásnak kitéve a bolygókat, amely a kihalási eseményeket elviselhetetlenül sűrűbbé tenné. A galaktikus központot – nagy csillagsűrűsége miatt – nagyobb sugárzás is jellemzi, amely szintén gátolná az élet kialakulását és fejlődését, ha közelebb keringene hozzá a Nap. A keringési sebesség is éppen az élet malmára hajtja a vizet: a Nap keringési sebessége szinte megegyezik a spirálkarok mozgási sebességével, így csak ritkán keresztezi azokat, így viszonylag hosszú idő telhet el szupernóvarobbanások nélkül. (A spirálkarok galaktikus lökéshullámok, amelyek mentén élénk csillagkeletkezés zajlik, és a szupernóvarobbanások sűrűn következnek be, ám ezek a robbanások a sugárzások megnövekedése miatt a mi szén/víz alapú életünk számára végzetesek lennének.)

## Egyéb érdekességek
Több nyelvben a hét napjai a Naprendszerben található égitestekről kapták nevüket (például újlatin nyelvek, germán nyelvek):
- hétfő: Hold (francia lundi, olasz lunedì, spanyol lunes, valamint angol Monday, német Montag, román luni, vö. Luna/Moon ’hold’)
- kedd: Mars (fr. mardi, ol. martedì, sp. martes, rom. marți) Mars = a harc istene
- szerda: Merkúr (fr. mercredi, ol. mercoledì, sp. miércoles, rom. miercuri) Mercurius = az istenek hírnöke (Hermész)
- csütörtök: Jupiter (fr. jeudi, ol. giovedì, sp. jueves, rom. joi) Iuppiter = az istenek ura
- péntek: Vénusz (fr. vendredi, ol. venerdì, sp. viernes, rom. vineri) Venus = a szerelem istennője
- szombat: Szaturnusz angol Saturday, holland zaterdag) Saturnus = a földművelés és aratás istene
- vasárnap: Nap (angol Sunday, német Sonntag, svéd Söndag, vö. Sun/Sonne ’nap’ ) Sol = az egyik Napisten a későkorban

Megjegyzendő azonban, hogy ezeket az égitesteket az ókorban a babilóniaiak is istenségeik után nevezték el. Az eszmét átvéve mind az égitestek, mind a napok nevét a görögök saját istenségeik nevével helyettesítették, majd az északi, normann, illetve gót eredetű nyelvekben az északi pogány istenségek neveivel helyettesítve a napok nevei ismét megváltoztak. Kedd például Týr vagy Tiusto, a gótok harcistene, szerda Odin, más nevén Wodan vagy Wotan, az istenek feje, csütörtök Thor vagy Donar, a mennydörgés és termékenység istene, péntek pedig Freyja, a szerelem istennője nevét kapta. Fontos azonban megjegyezni, hogy ez nem nyugat-eurázsiai hagyomány, hanem a japán szigetektől a brit és ír szigetekig terjedő közös eurázsiai örökség. Egy japán kisdiák tanrendjében pontosan ez a sorrend jelenik meg az év napjaira, és a hét napjai a kínaiak számára is ezt az égitestsorrendet tartalmazzák.

### Magyar oldalak
- Tóth Imre: Üstökösök és kisbolygók Archiválva 2005. április 19-i dátummal a Wayback Machine-ben, Magyar Tudomány, 2004/6 699. o.
- Naprendszer-hírek
- A Naprendszerünk Archiválva 2010. január 5-i dátummal a Wayback Machine-ben
- Kun Mária: Hogyan lett a Tejútból Tejútrendszer? Archiválva 2011. augusztus 27-i dátummal a Wayback Machine-ben Természet Világa 2009.
- Kiss László Mire a Nap megvénül[halott link] Magyar Tudomány, 2009/10 1196. o.

### Külföldi oldalak
- Ha a Hold 1 képpont lenne – a Naprendszer fárasztóan pontos méretarányos modellje (Josh Worth) (magyar nyelvre váltás: a jobb felső sarokban; a jobb alsó sarokban bekapcsolható a fény sebességével való haladás; fent középről lehet közvetlenül a Naphoz és az egyes bolygókhoz jutni, lent középen pedig a fényperc helyett más mértékegységre váltani)
- NASA World Book (angol)
- Solar System National Geographic (angol)
- Solarviews – a Naprendszer leírása képekkel (angol, német, spanyol…)
- Solar System A bolygók interaktív animációja (német)
- The Nine Planet